# Lenkrad

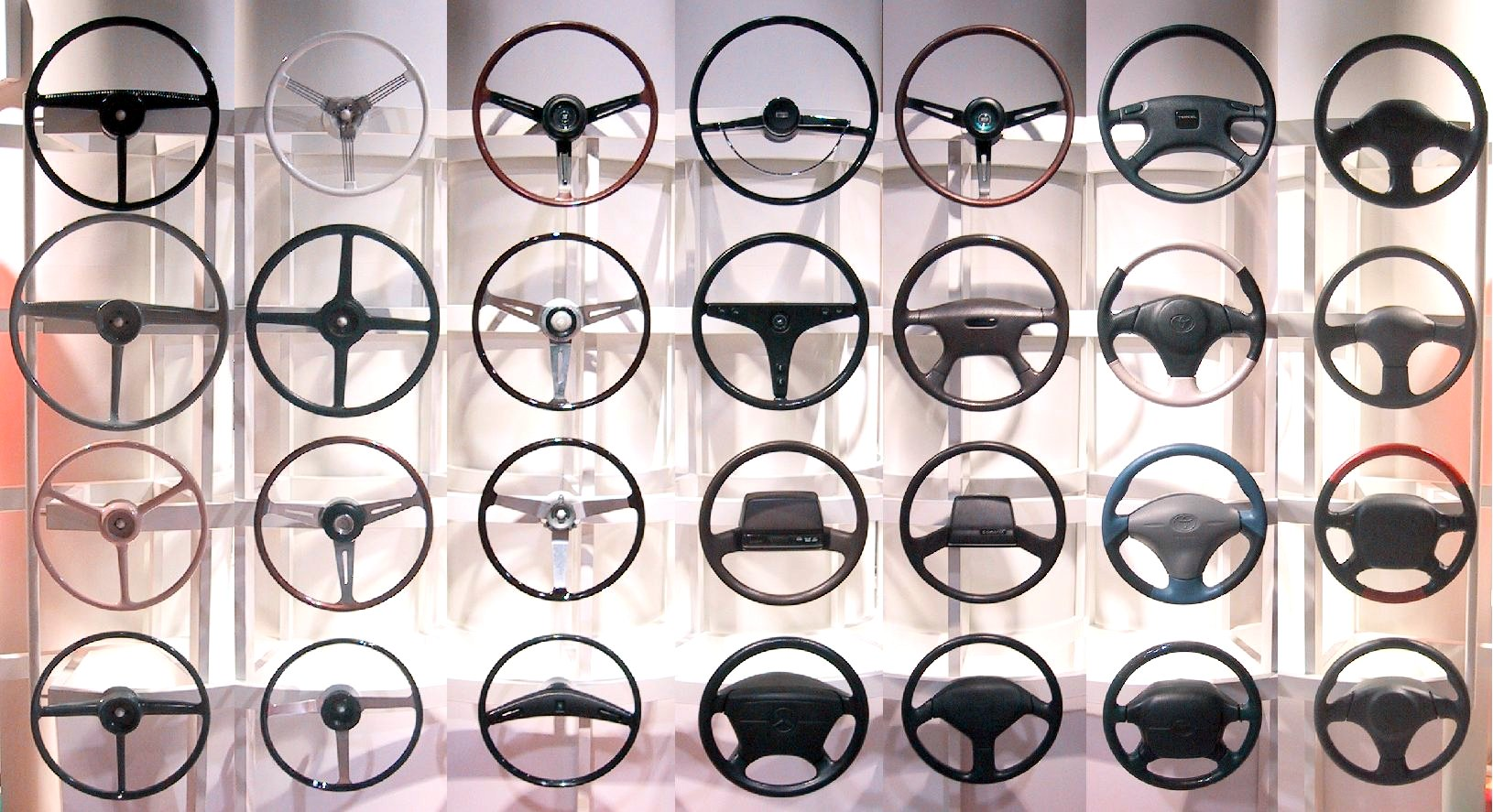
Lenkräder aus verschiedenen Epochen

Ein Lenkrad (auch Steuerrad; veraltet Volant) ist Bestandteil der Lenkung eines Fahrzeugs, mit dessen Hilfe der Fahrzeuglenker durch Drehbewegung die Räder des Fahrzeugs zur Richtungsänderung aus der Geradeausstellung in eine Lenkstellung bringen kann.

## Grundlagen
Lenkräder werden grundsätzlich mit den Händen bedient (anders bei Einrichtungen für körperbehinderte Fahrer). Sie sind aus ergonomischen Gründen so in einem Höhenwinkel zur Fahrzeuglängsachse vor dem Oberkörper angeordnet, dass sie bequem zu handhaben sind, und haben bei Pkw einen Durchmesser von etwa 40 Zentimetern. Größere Fahrzeuge mit höherer Zuladung, wie Lkw und Omnibusse, haben wegen der größeren Lenkkräfte auch größere Lenkräder. Wegen der unterschiedlichen Körpergröße der Fahrzeuglenker sind hochwertige moderne Lenkanlagen in der Höhe und in Längsrichtung verstellbar.

## Historisches
1894 nahm Alfred Vacheron am berühmten Paris-Rouen-Rennen teil. Er nannte sein Fahrzeug nach seinem Namen „Vacheron“, tatsächlich war es aber ein 1893er Panhard 4 hp, den er mit einem Lenkrad ausgestattet hatte. Das ist eine der frühesten bekannten Anwendungen dieses Lenkprinzips. Im Rennen, das von einem De Dion-Bouton-Dampfmobil gewonnen wurde, belegte Vacheron den elften Platz. Der französische Hersteller Panhard & Levassor führte das Lenkrad 1898 für seine Modelle ein. Zu dieser Zeit experimentierte Rambler damit, führte es jedoch nicht ein. Erst 1901 folgten Packard und Peerless. Danach setzte sich das Lenkrad zunehmend durch. Schon früh wurde eine Ballhupe auf den Lenkradkranz gesetzt. Vor der Einführung der automatischen Zündverstellung war es üblich, die entsprechenden Hebel im Lenkrad zu integrieren.

## Lenkräder im Laufe der Geschichte

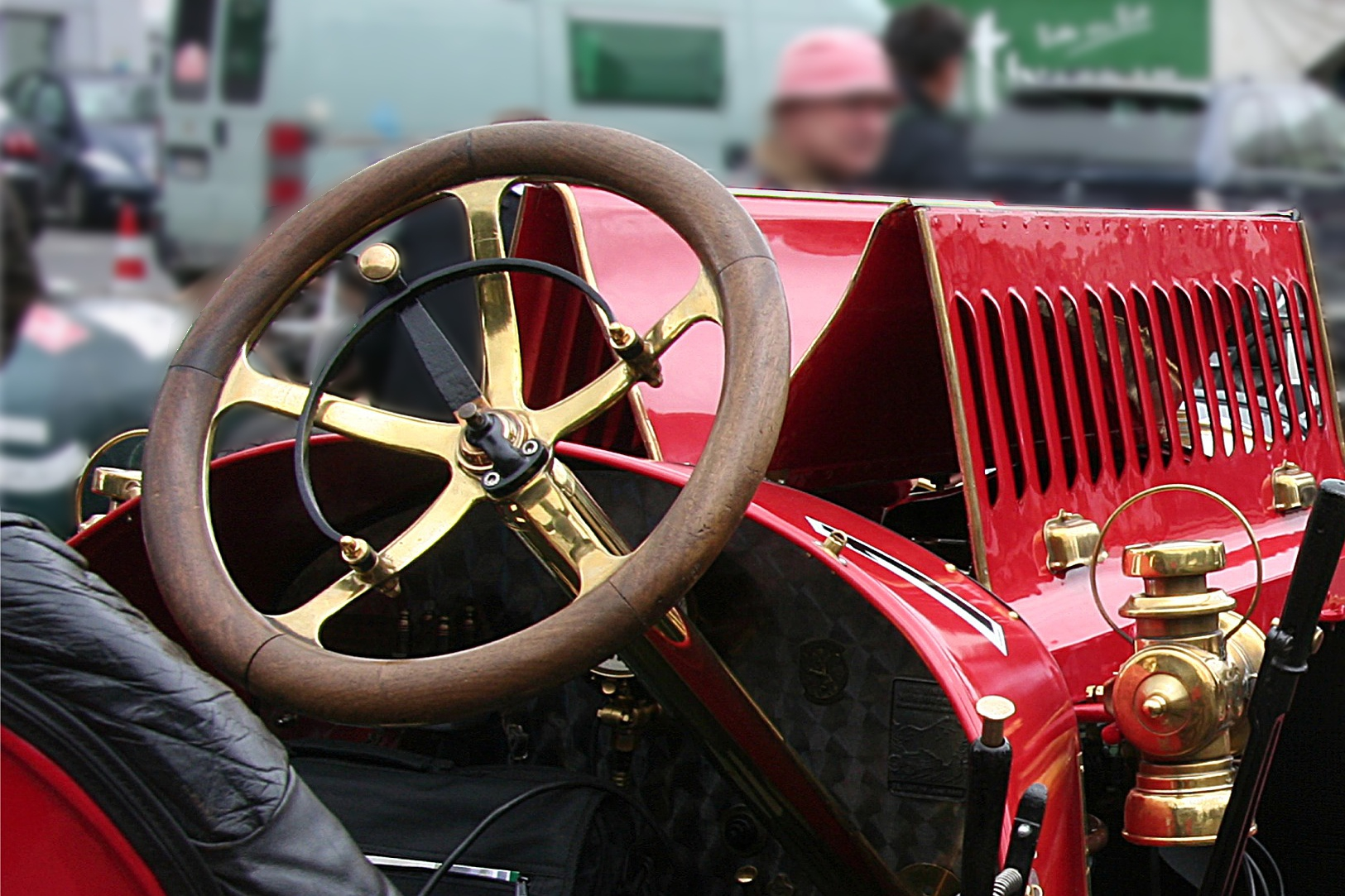
Lenkrad und Zündverstellung eines De Dion-Bouton, Baujahr 1908
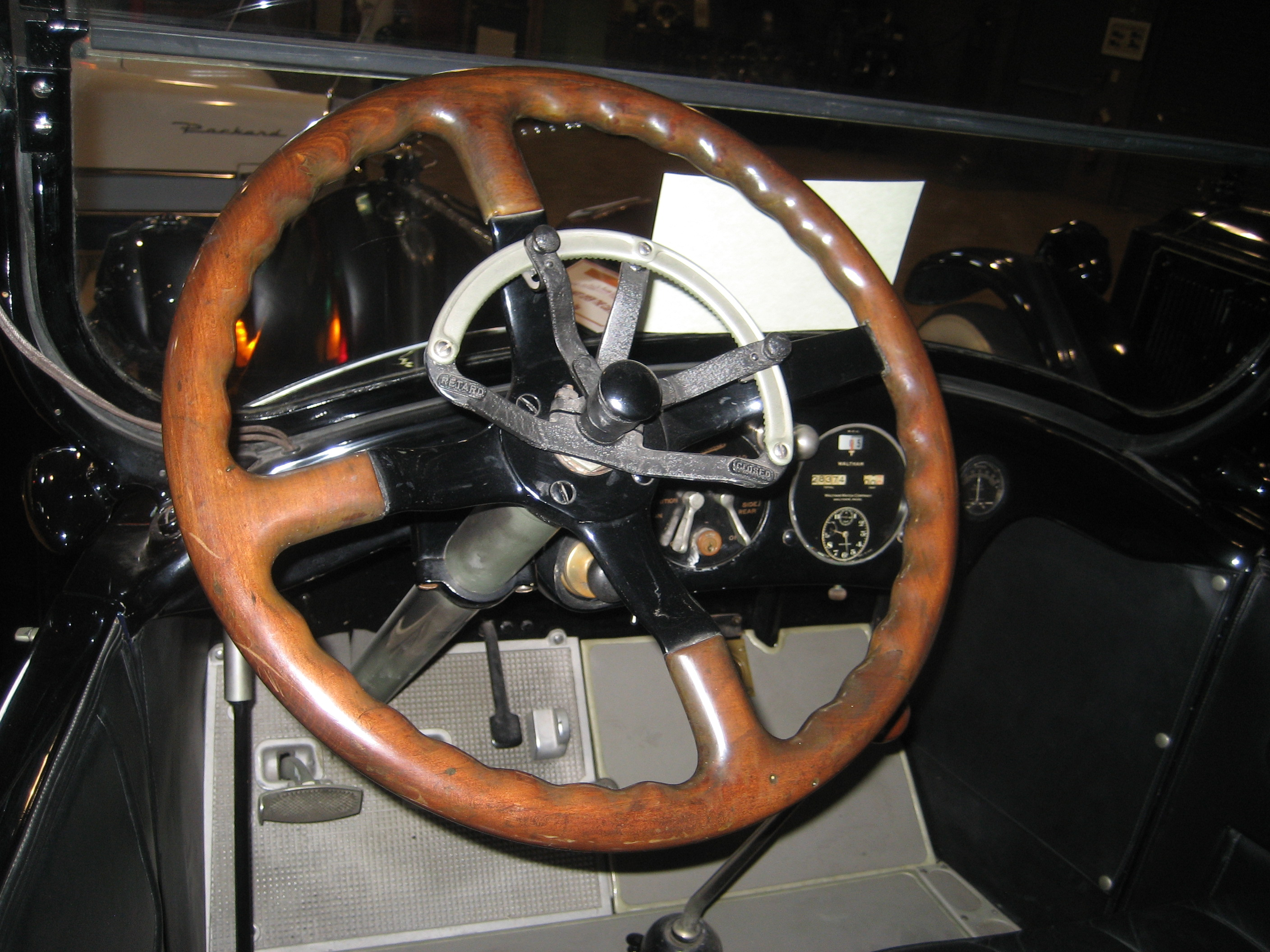
Lenkrad eines Packard Twin Six von 1919 mit integrierter manueller Zündverstellung
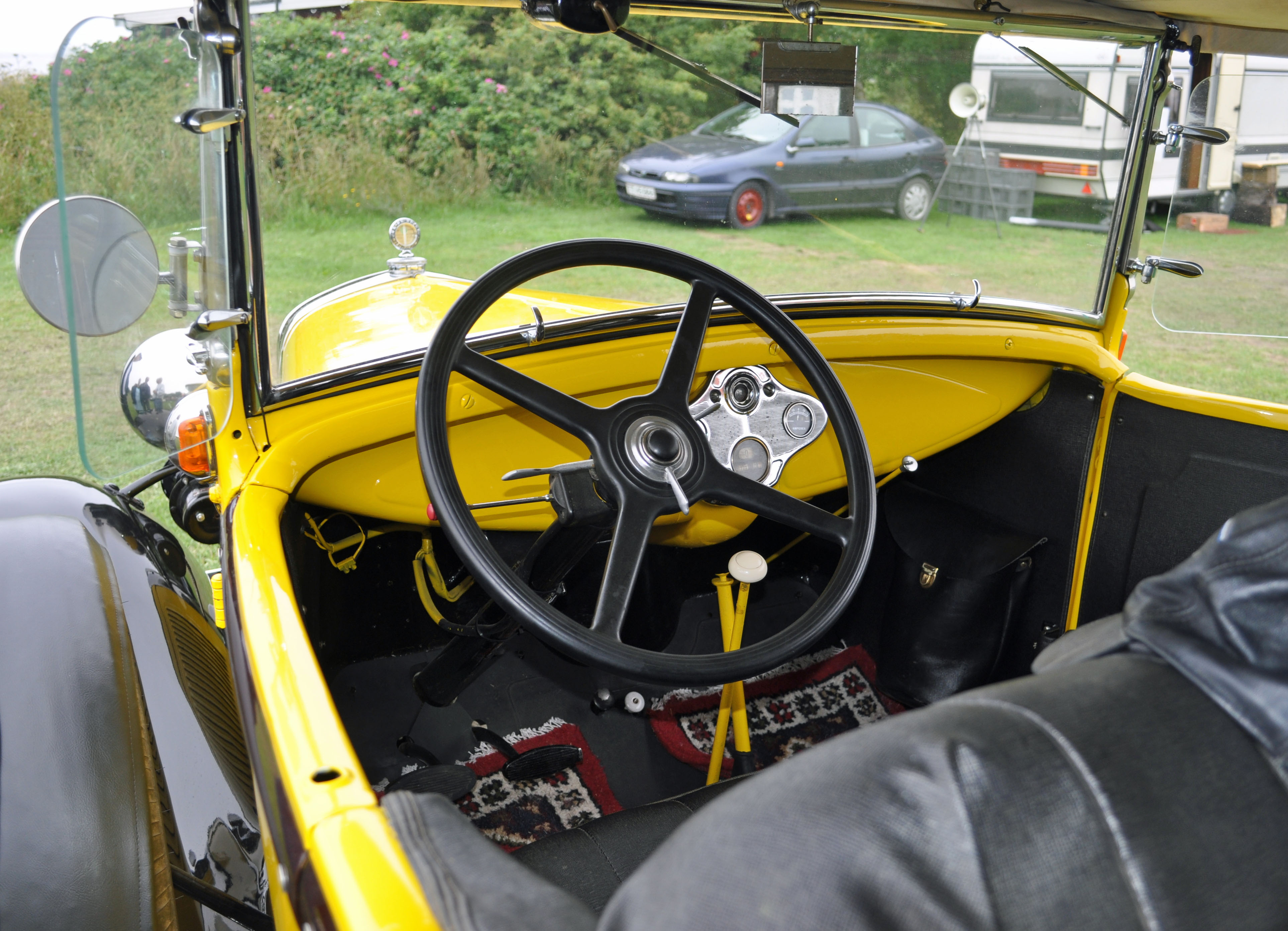
Lenkrad mit Lichtschalter eines Ford Modell A, um 1930. Der Blinkerhebel ist nachgerüstet.
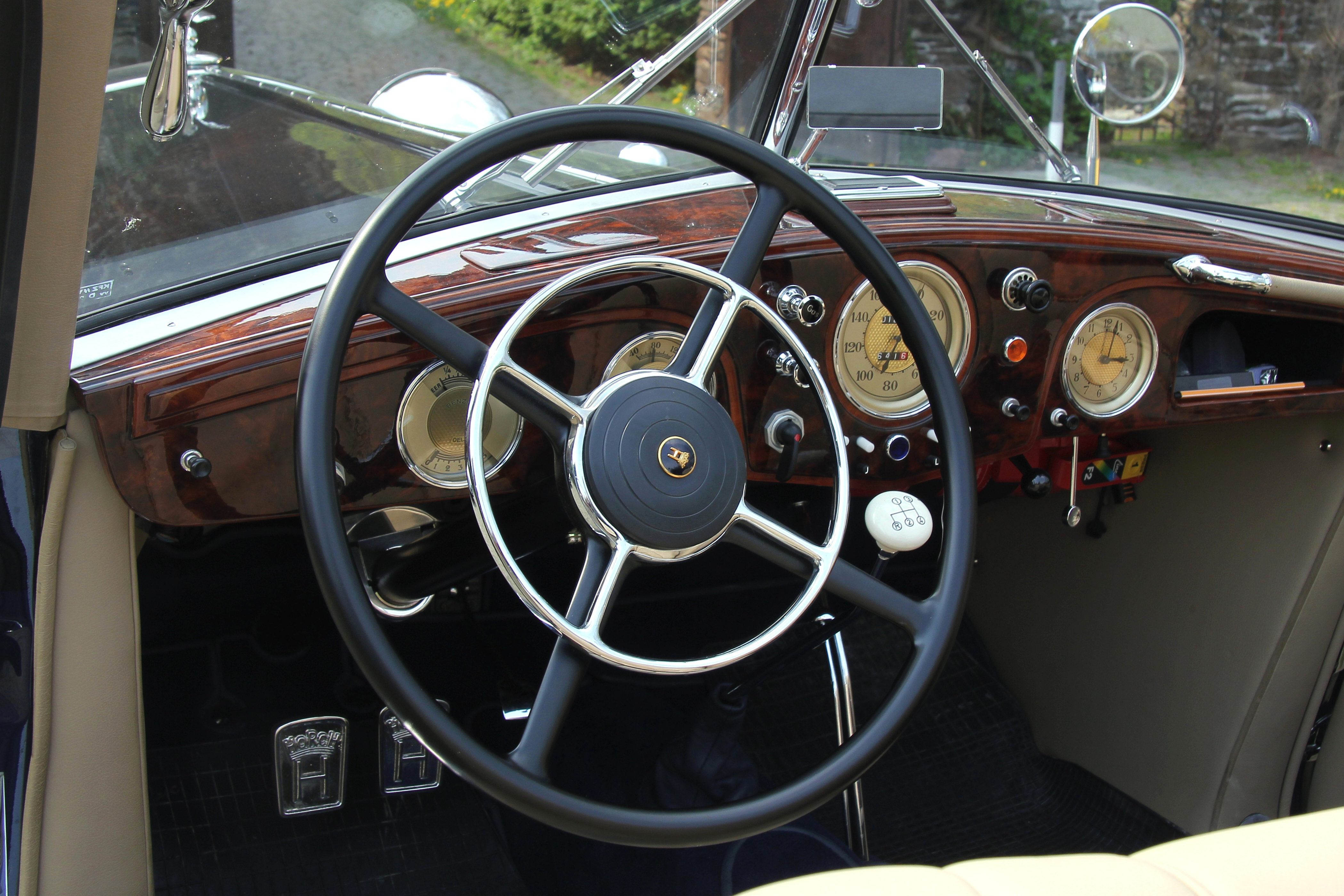
Horch 853 von 1936: Vierspeichenlenkrad mit Signalring
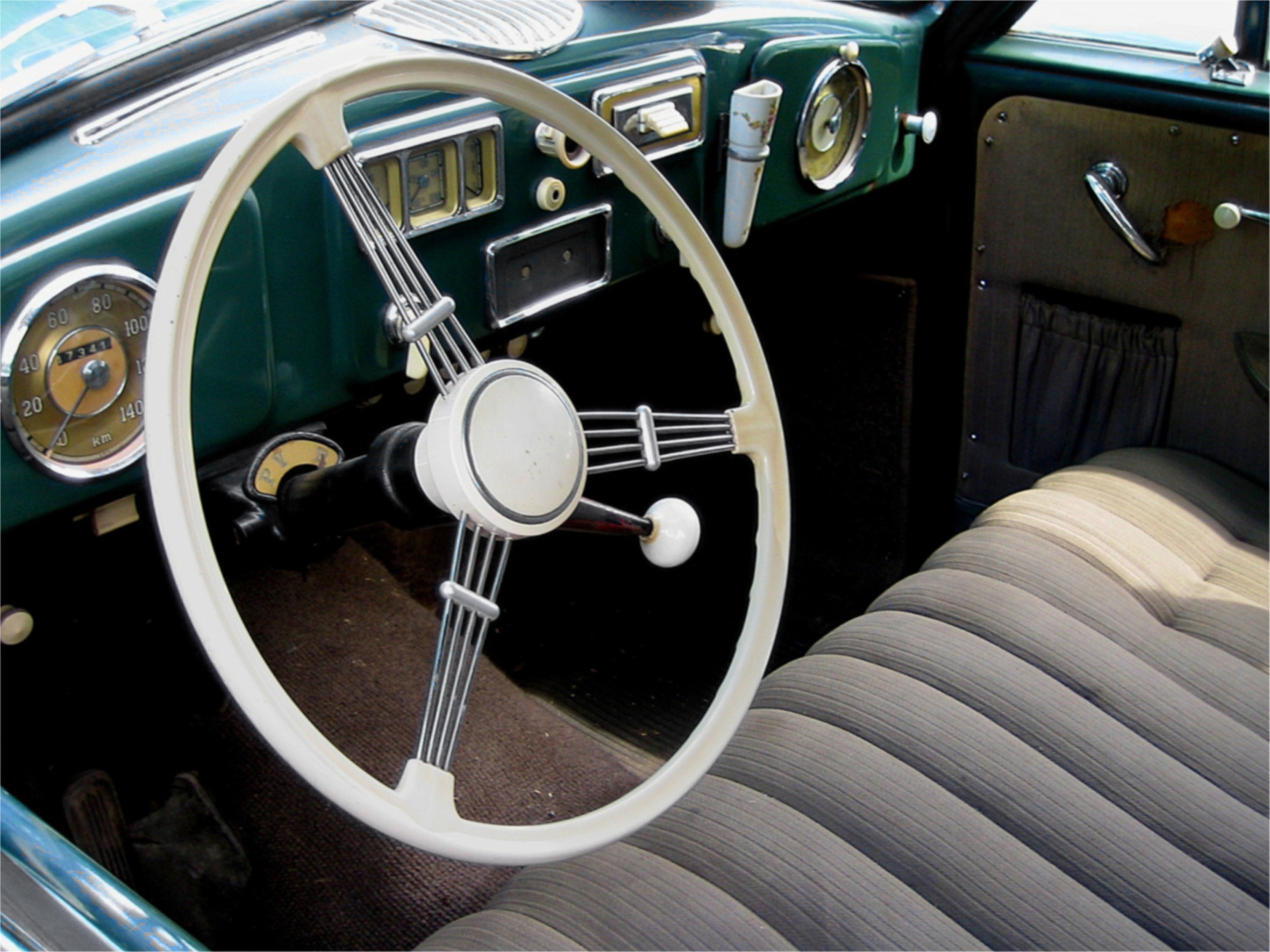
Borgward Hansa 1500 (1949–1954): drei Speichen, jeweils aus vier dünnen Metallstäben bestehend
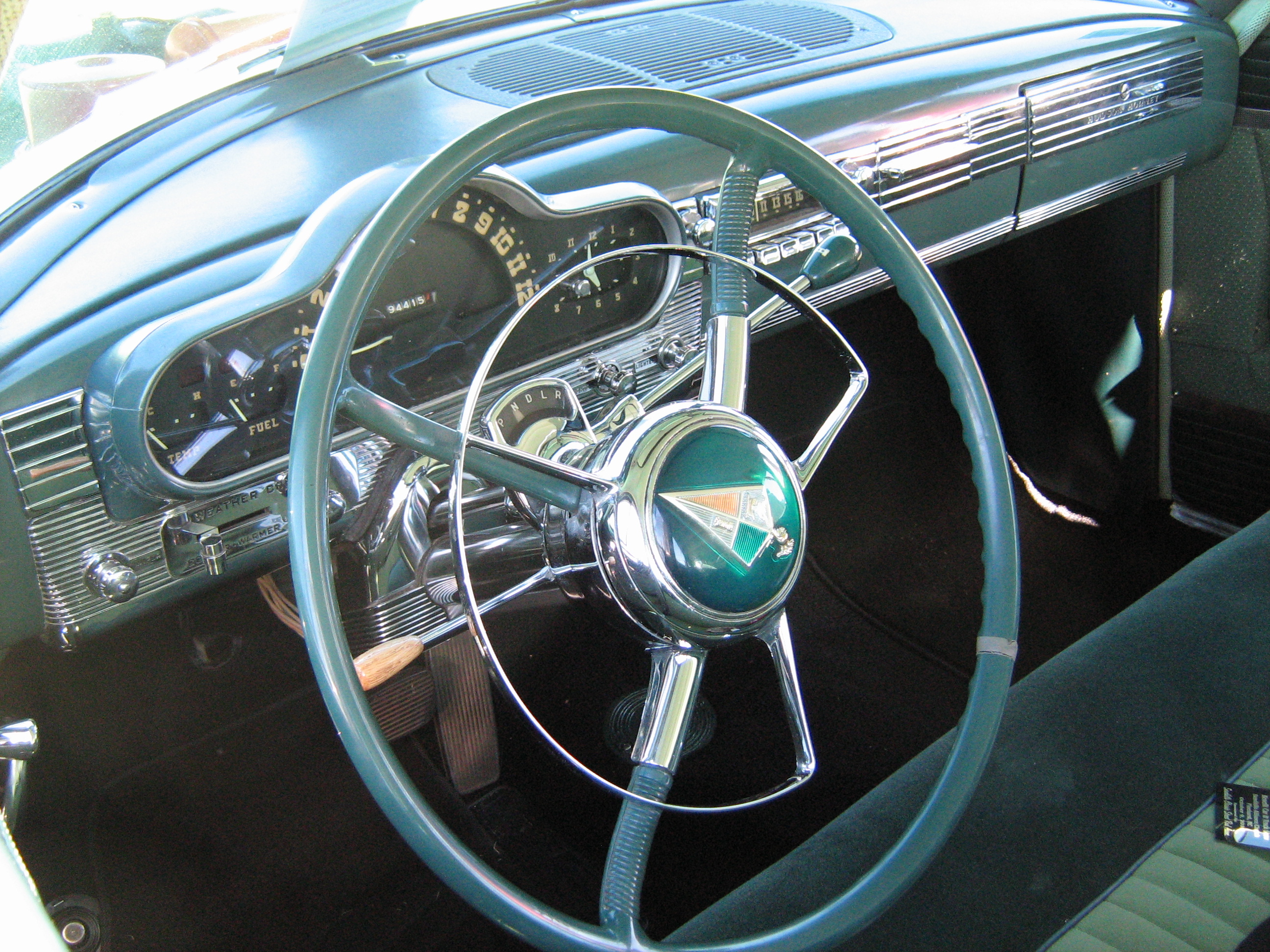
Typisches Lenkrad aus den 1950er Jahren mit großem Kranz und Hupring (Hudson Hornet 1954)
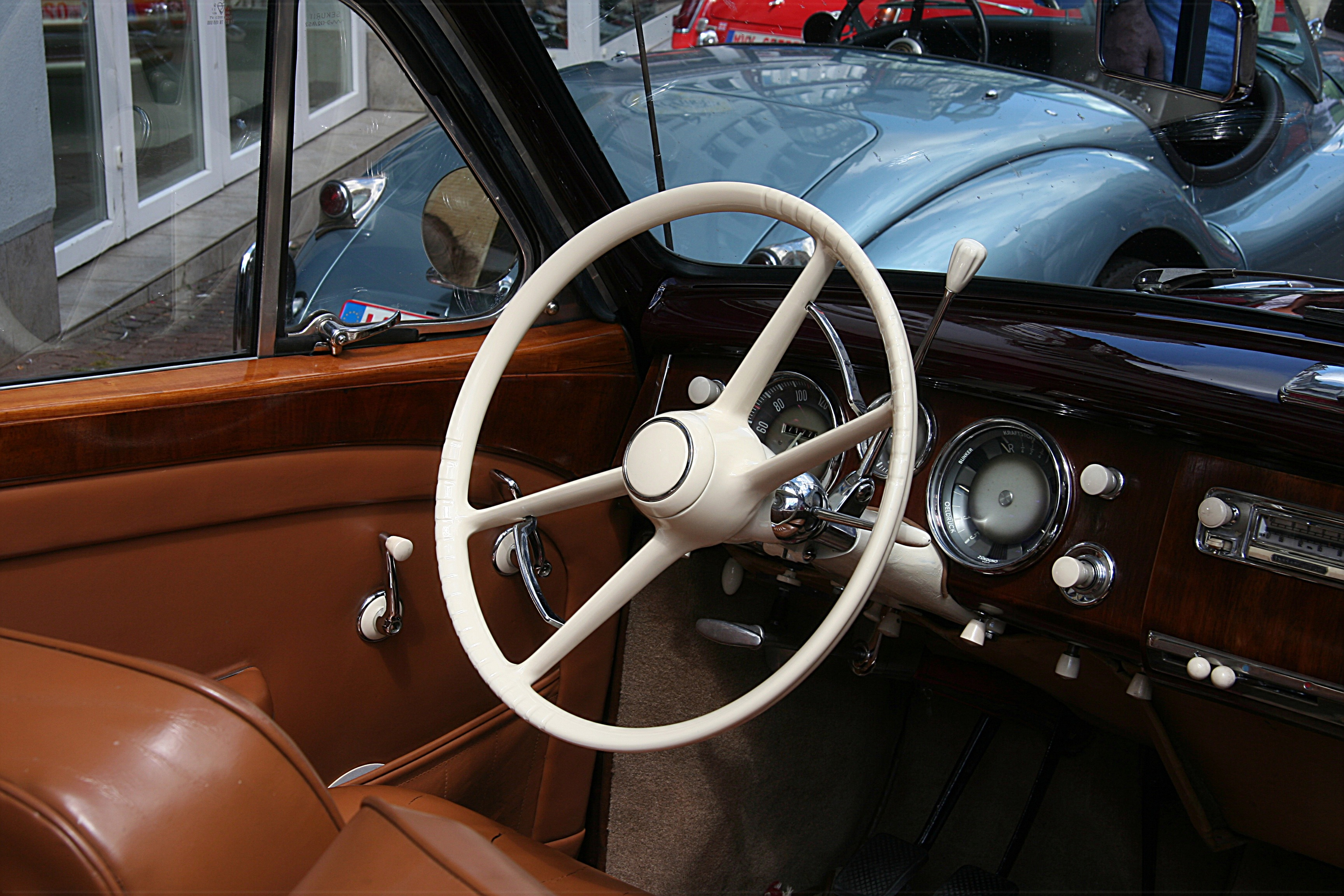
BMW 501/502 (1952–1964): Huptasten als Kreissektor statt des modischen Huprings
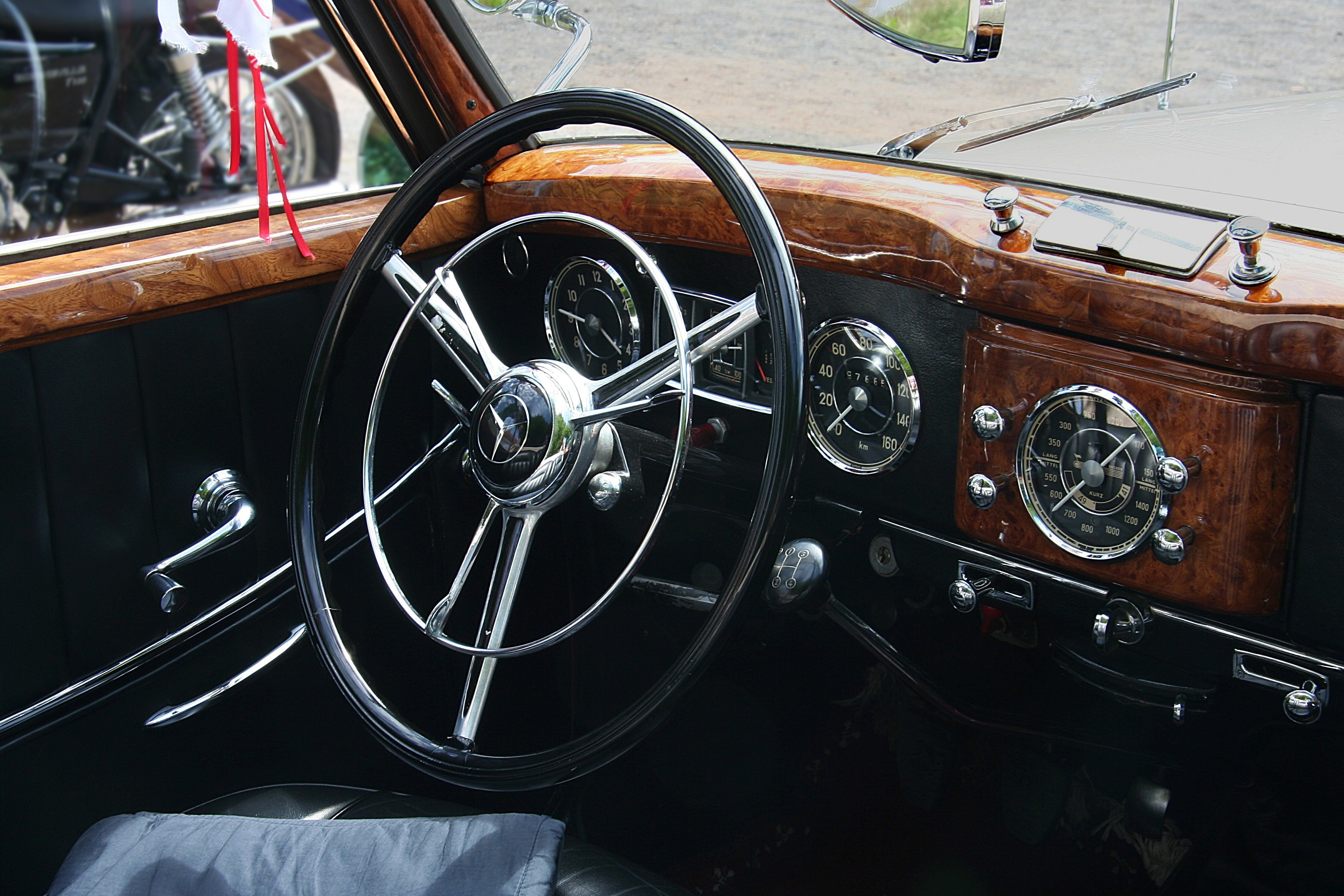
Hupring als Blinkerschalter in Mercedes-Modellen der 1950er-Jahre
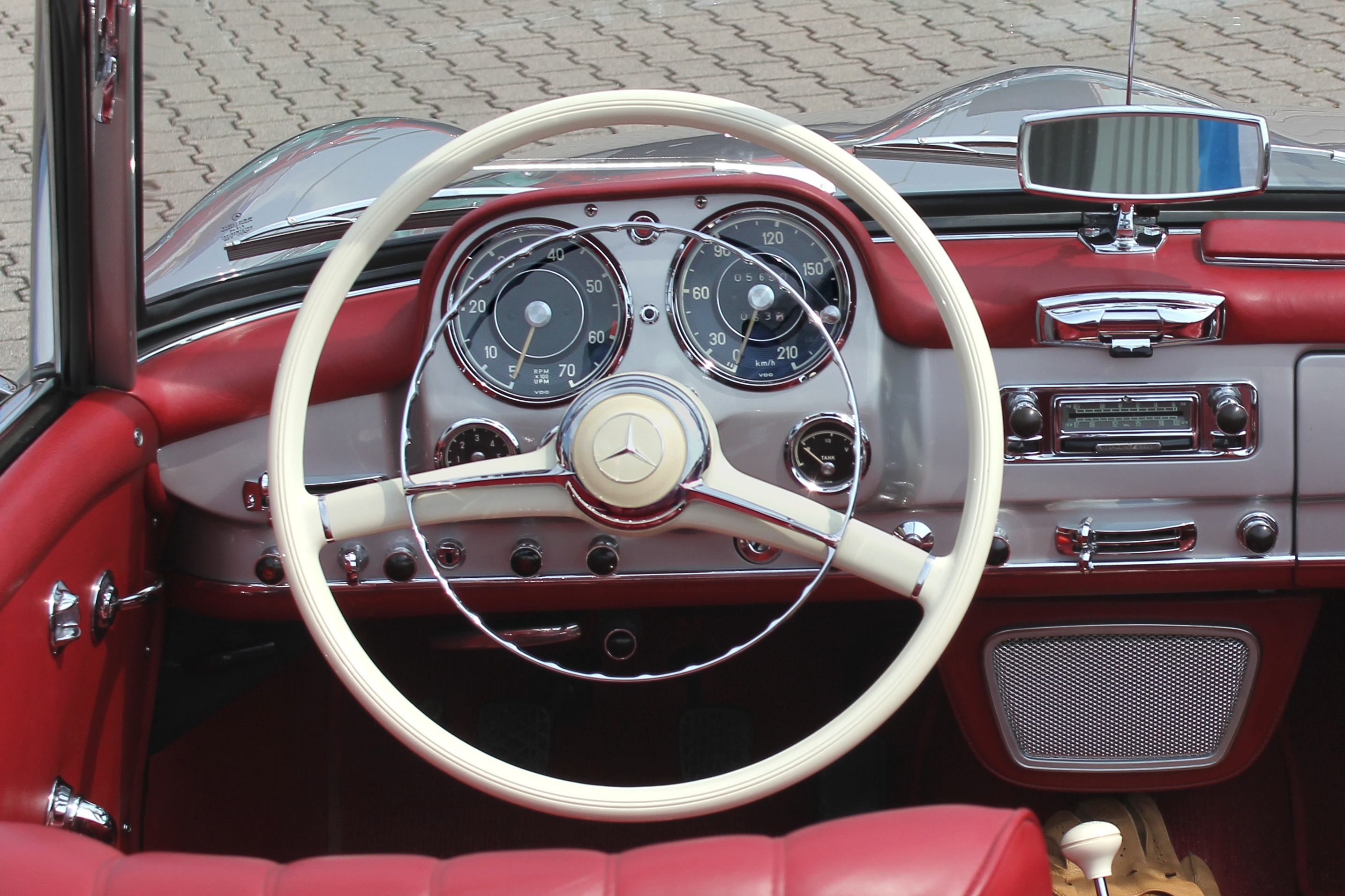
Zweispeichenlenkrad des Mercedes-Benz 190 SL (1955–1963)
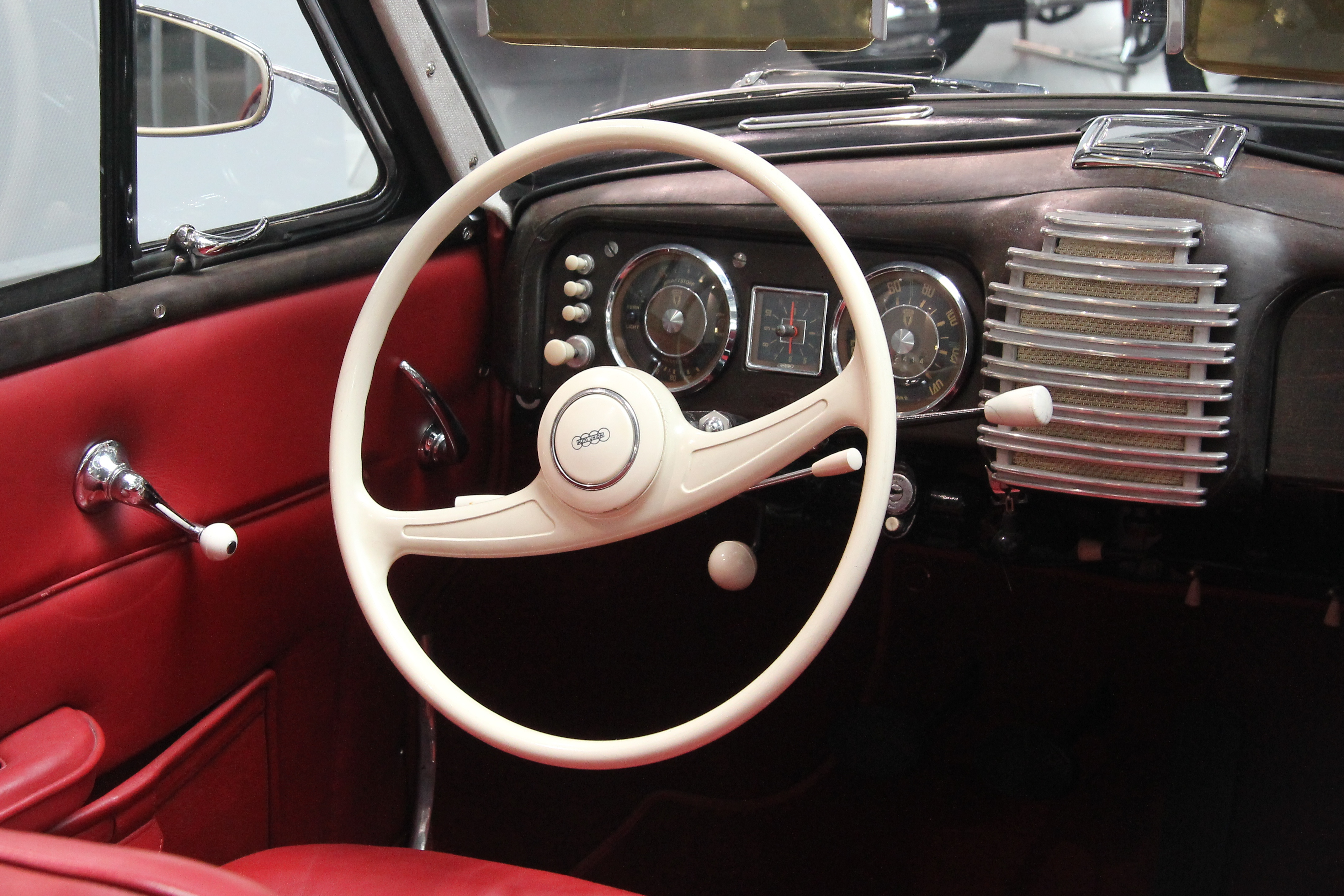
DKW F 91 (bis 1957): Lenkrad noch rund
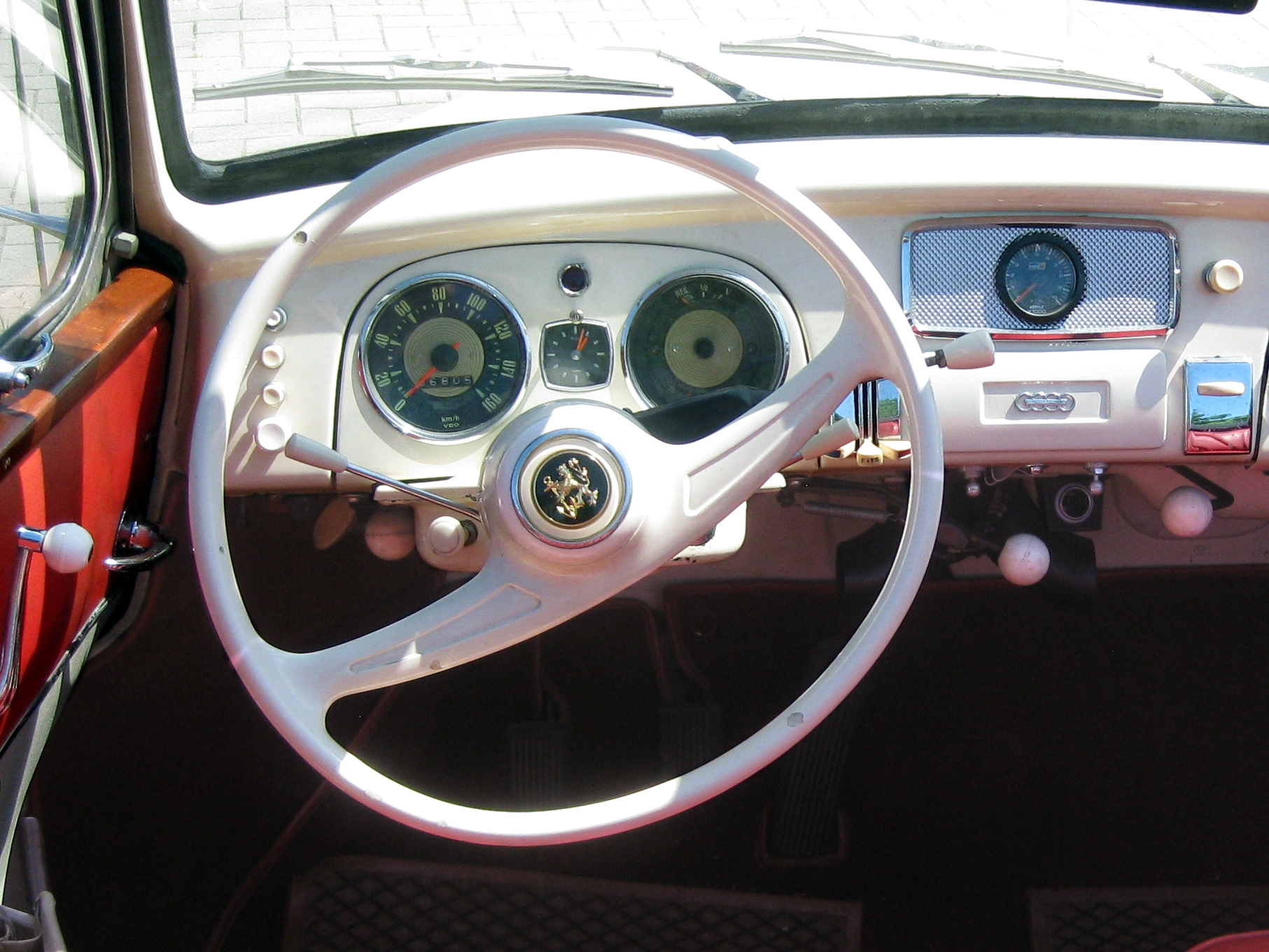
„Buckliges“ Lenkrad des DKW F 93 (1955–1959), unten abgeflacht
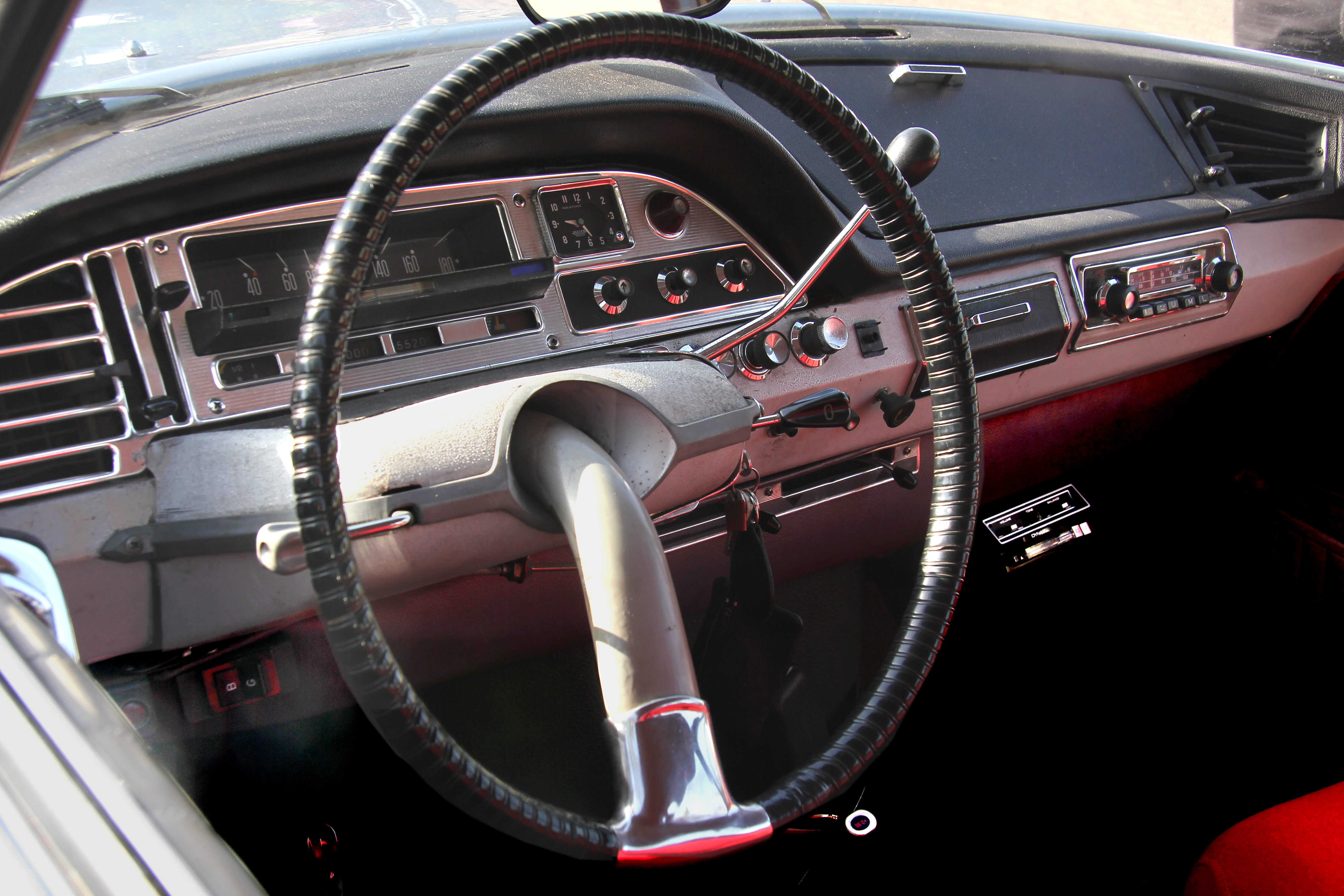
Einspeichenlenkrad eines Citroën ID 19 (1955–1975)
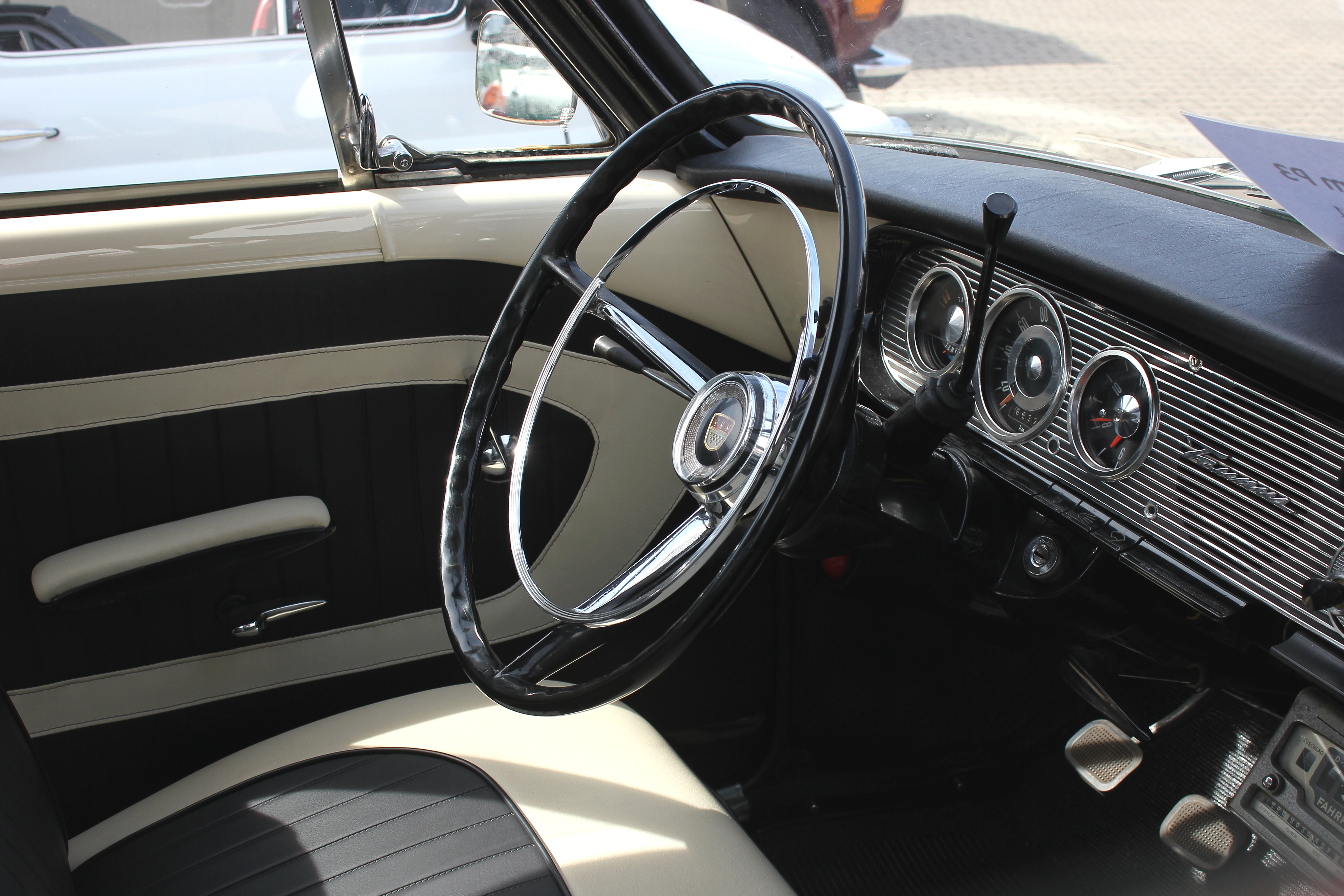
Ford 17 M von 1961: Sicherheitslenkrad mit „versenkter“ Nabe
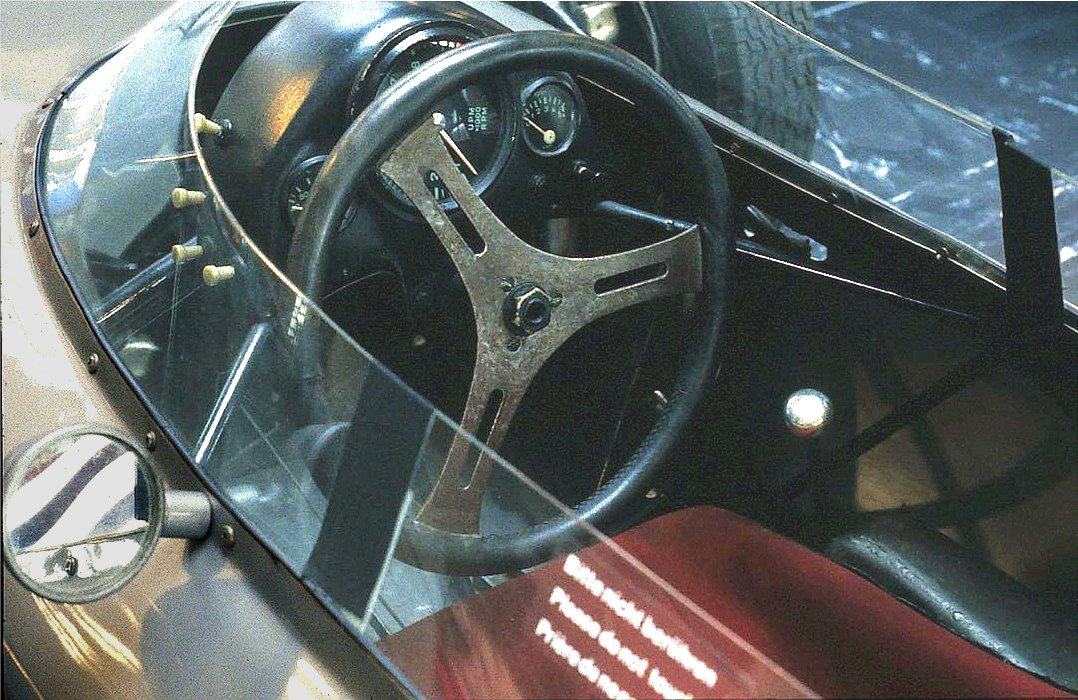
Formel-1-Lenkrad 1962: Porsche 804
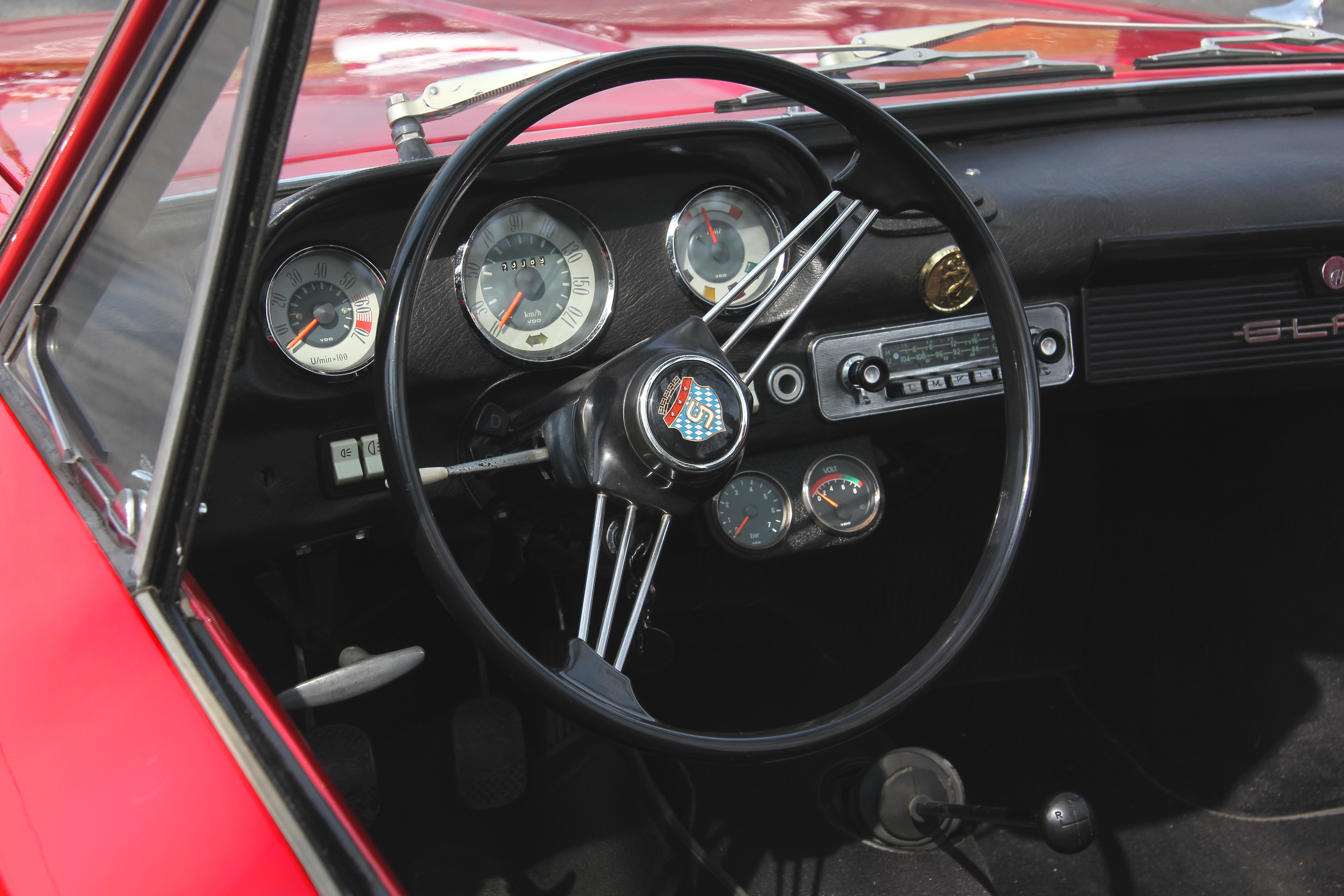
Glas-1204-Lenkrad (1962–1968)
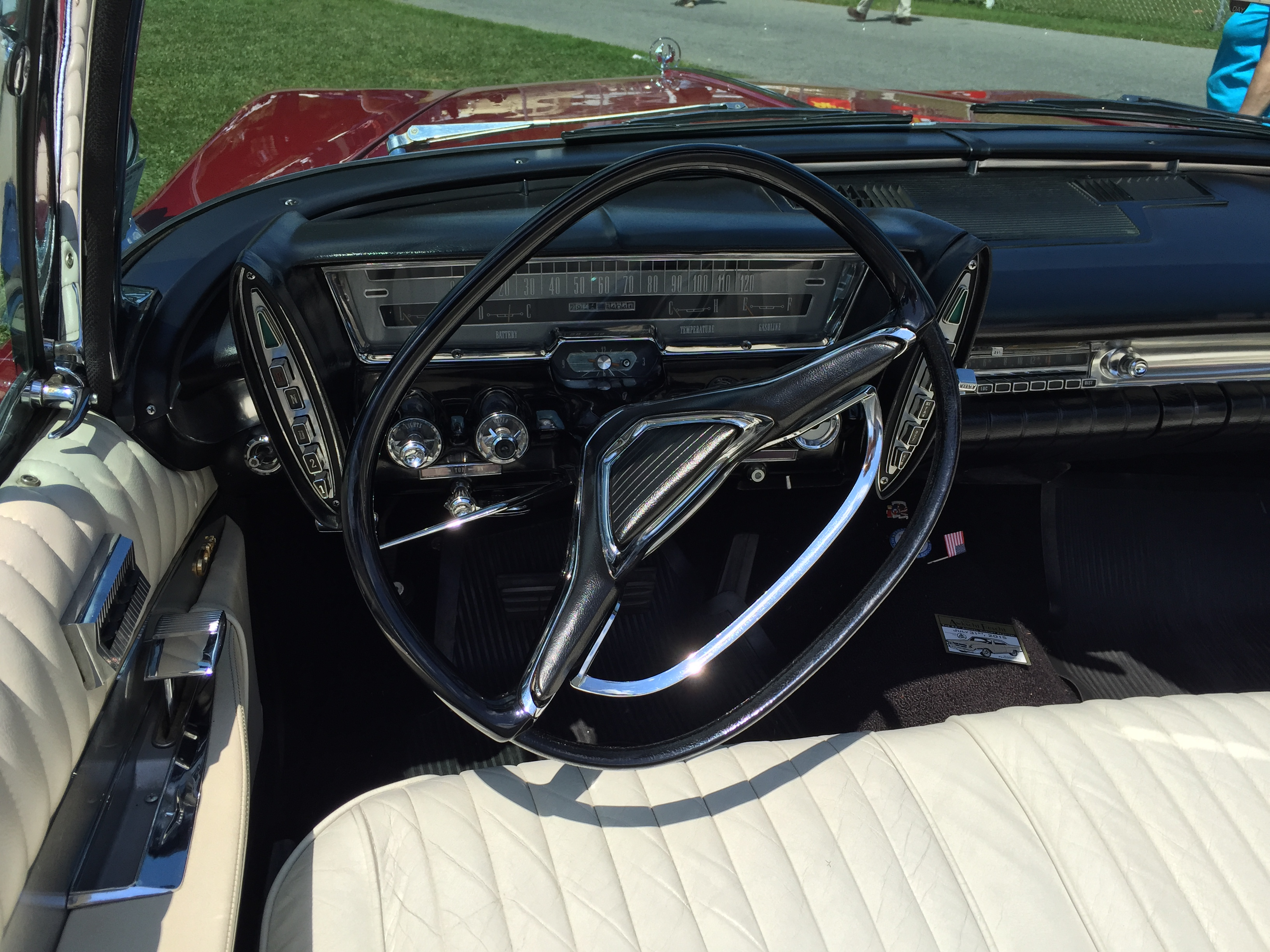
Armaturenbrett mit elektrischer Wahl der Fahrstufe (links) und „eckigem“ Lenkrad an einem Imperial Crown von 1962
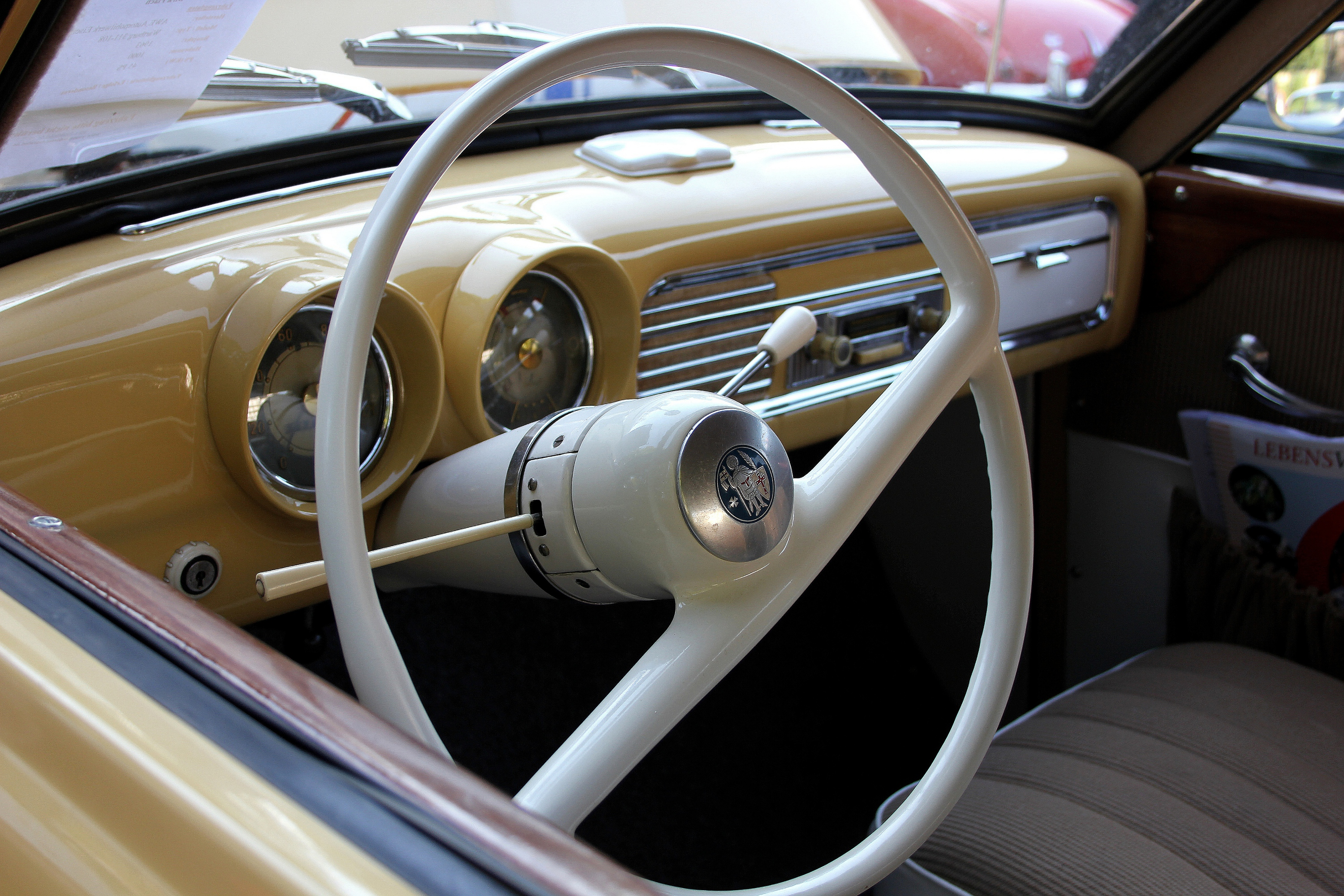
Wartburg 1000, Baujahr 1963
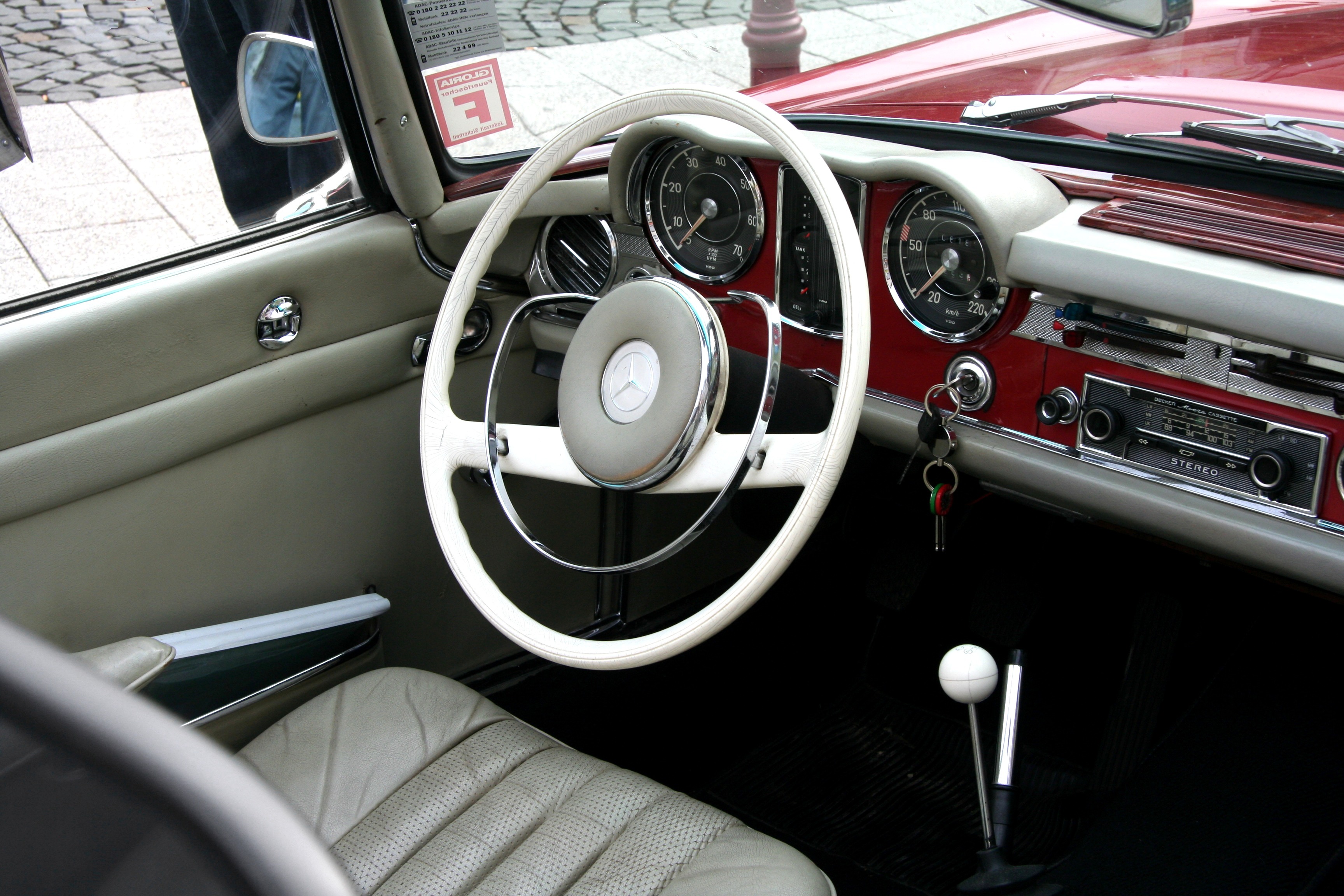
Mercedes-Benz 230 SL, Baujahr 1964, Lenkrad mit Prallplatte
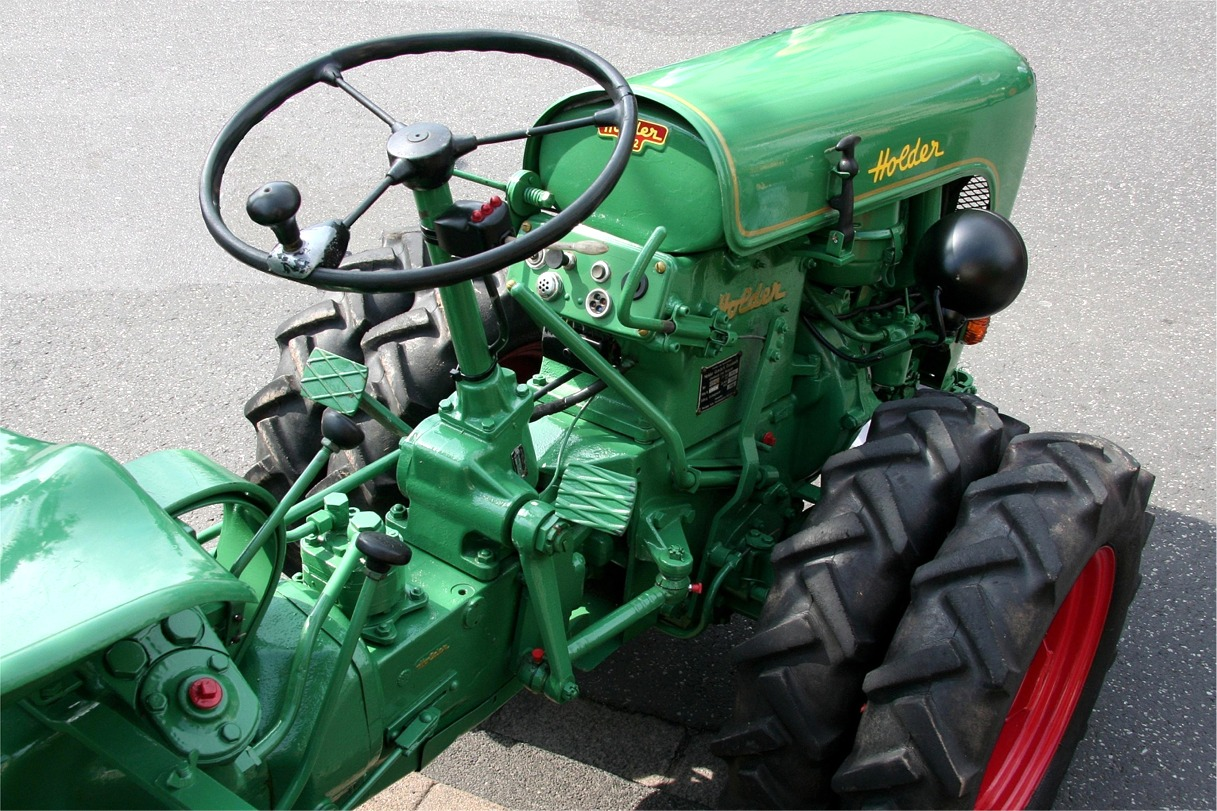
Lenkrad mit Knauf an einem Holder A 12 von 1964
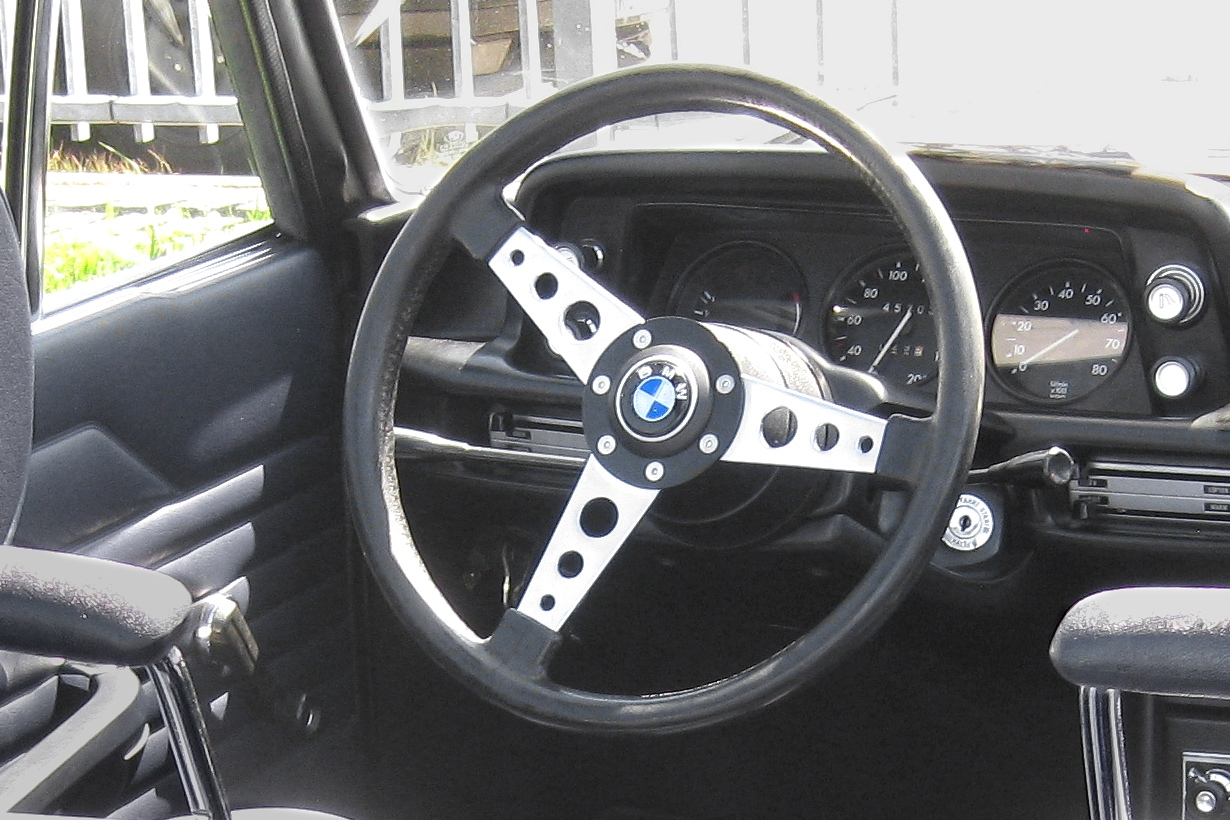
BMW-Sport-Lenkrad 1970er-Jahre
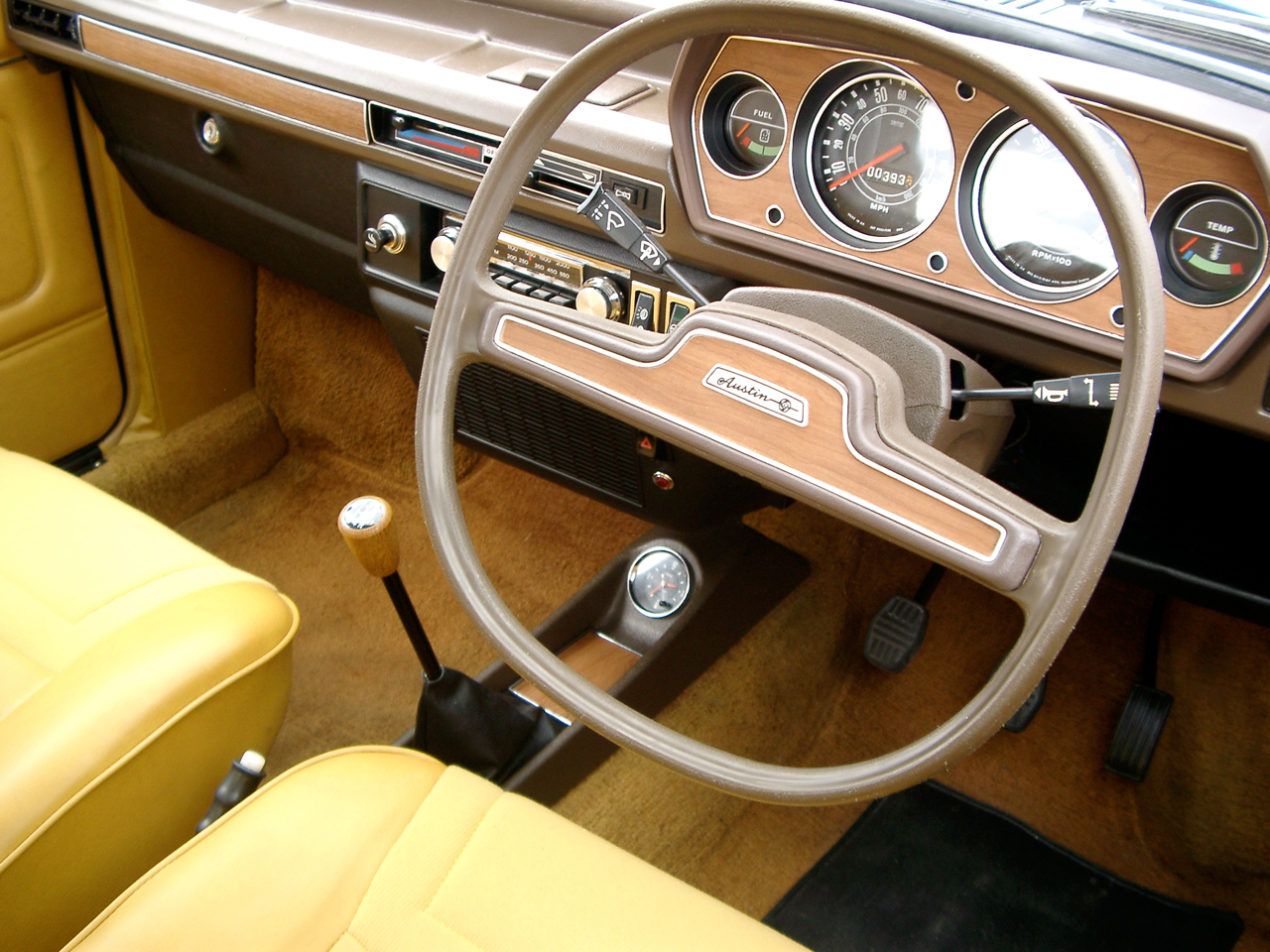
Lenkrad eines Austin Allegro aus den 1970er-Jahren, oben und unten abgeflacht
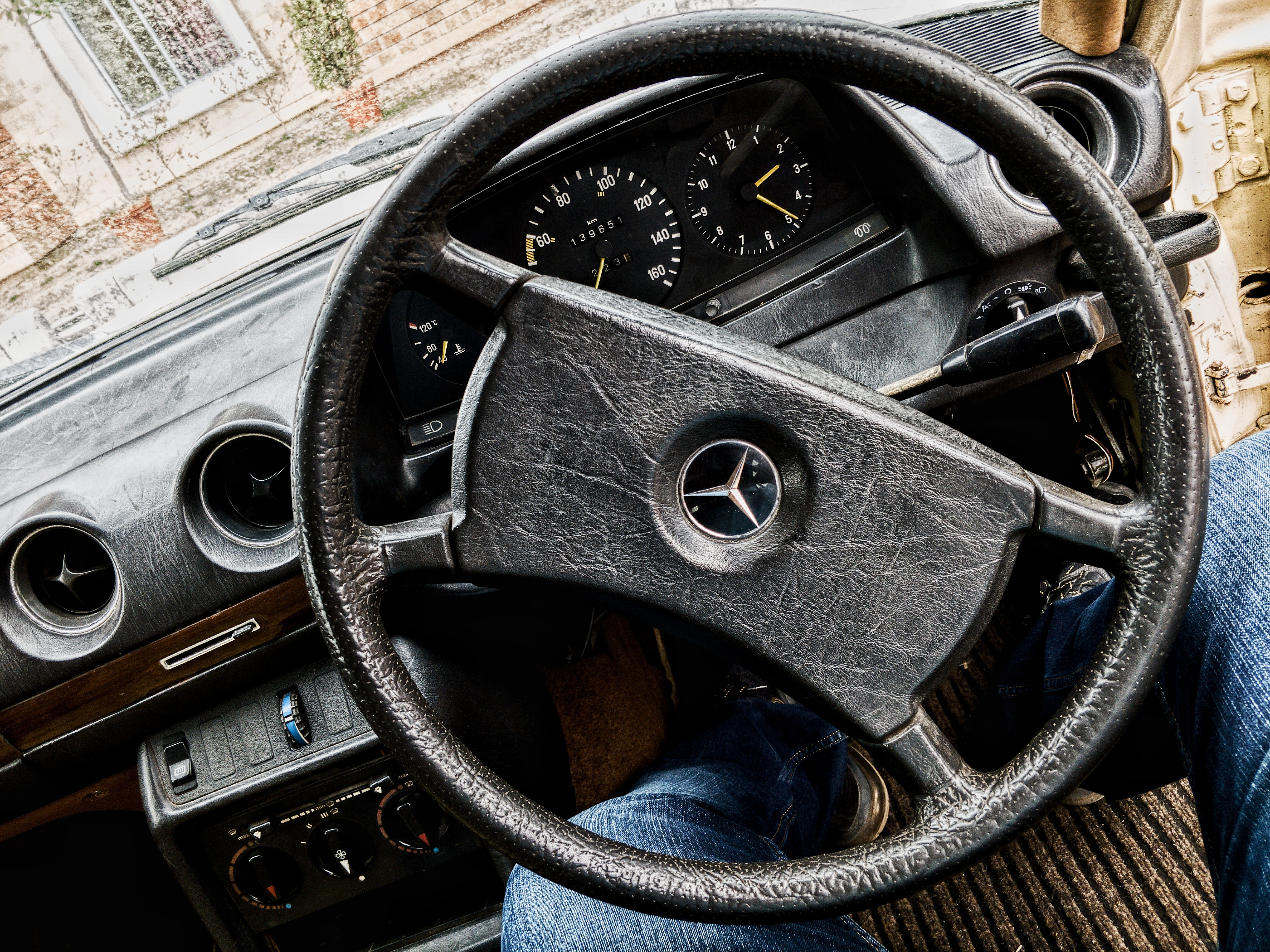
Vier-Speichen-Lenkrad eines Mercedes-Benz W123, 1980er Jahre
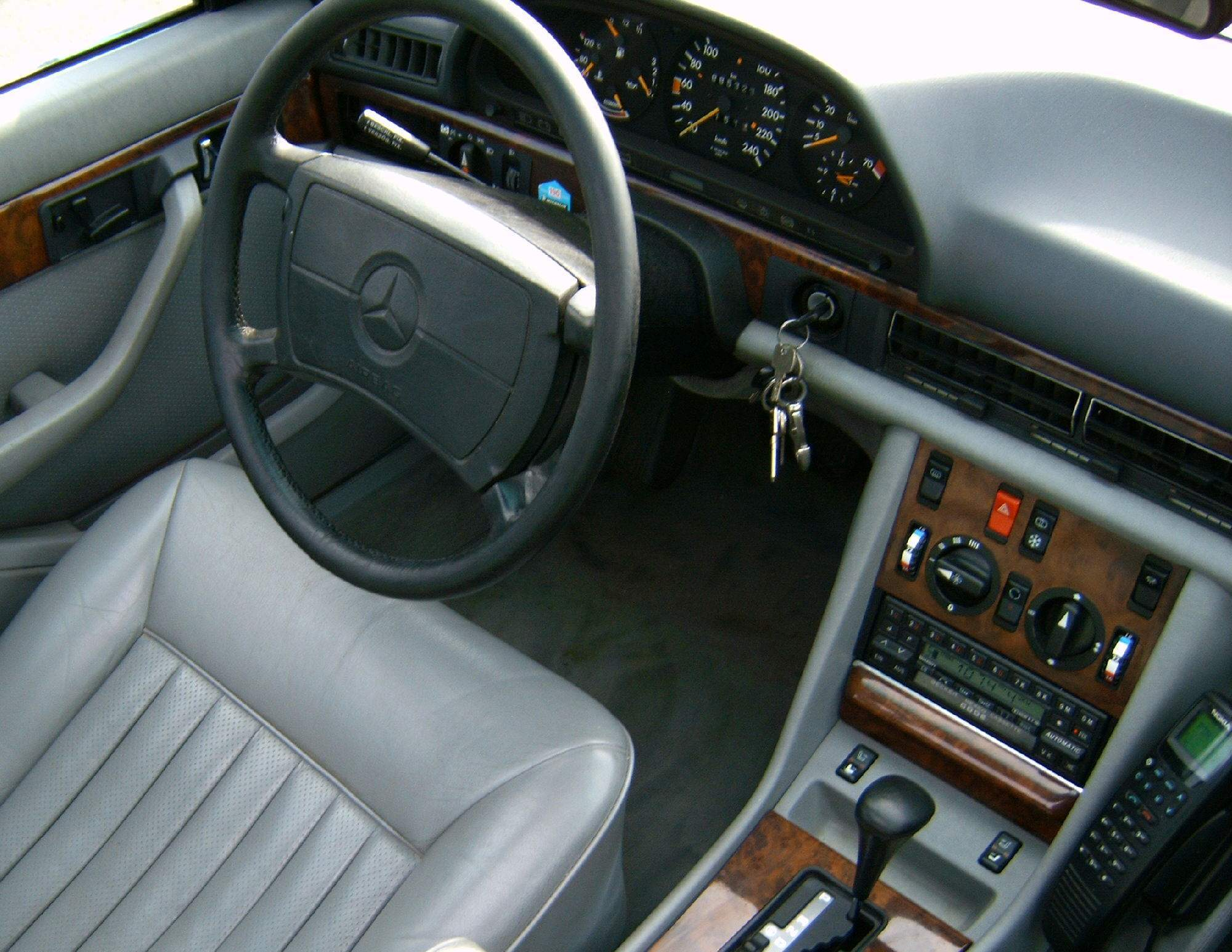
Vier-Speichen-Lenkrad mit Airbag eines Mercedes W126, etwa 1985
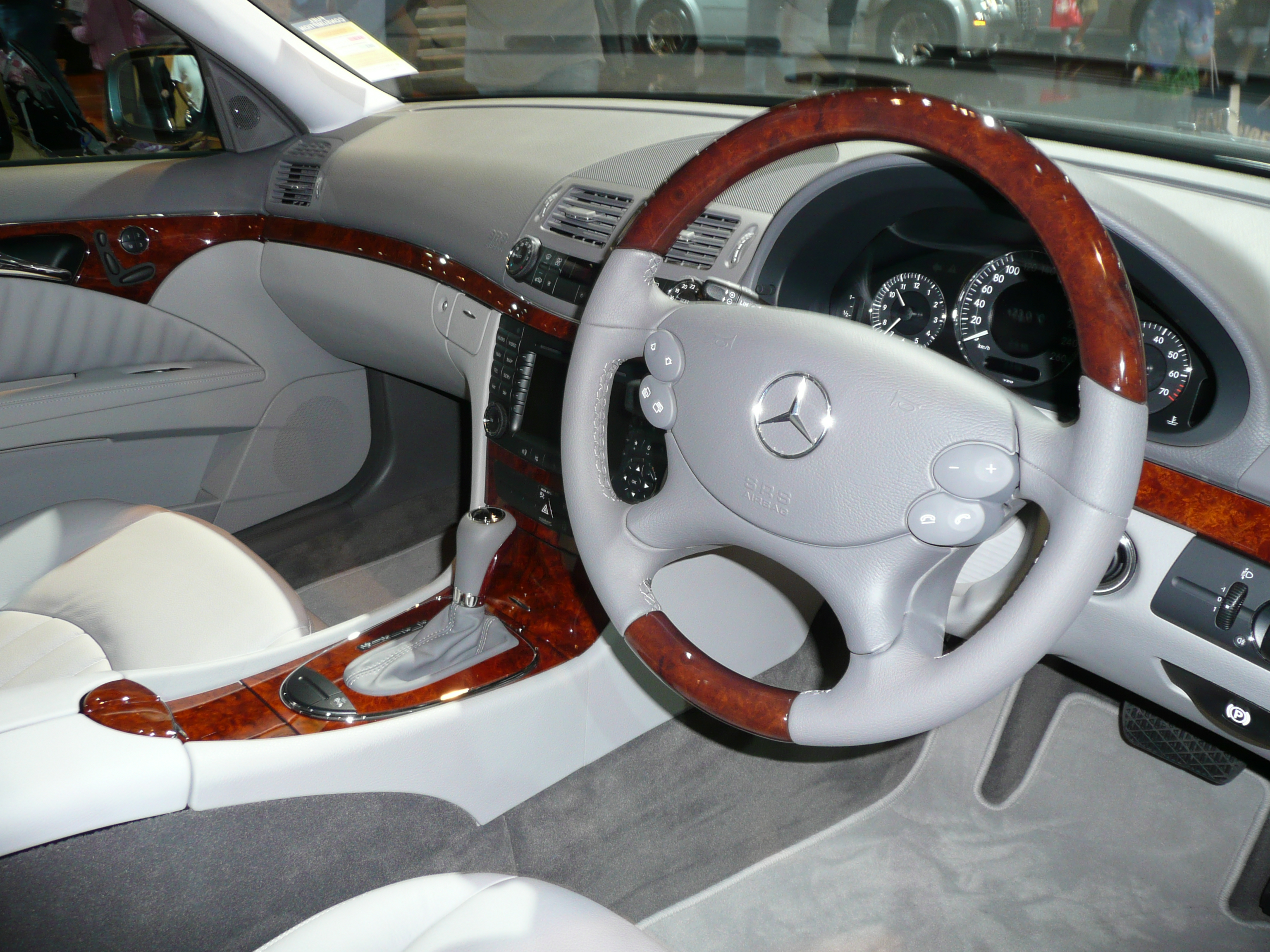
Multifunktionslenkrad eines Mercedes-Benz E 500 von 2007
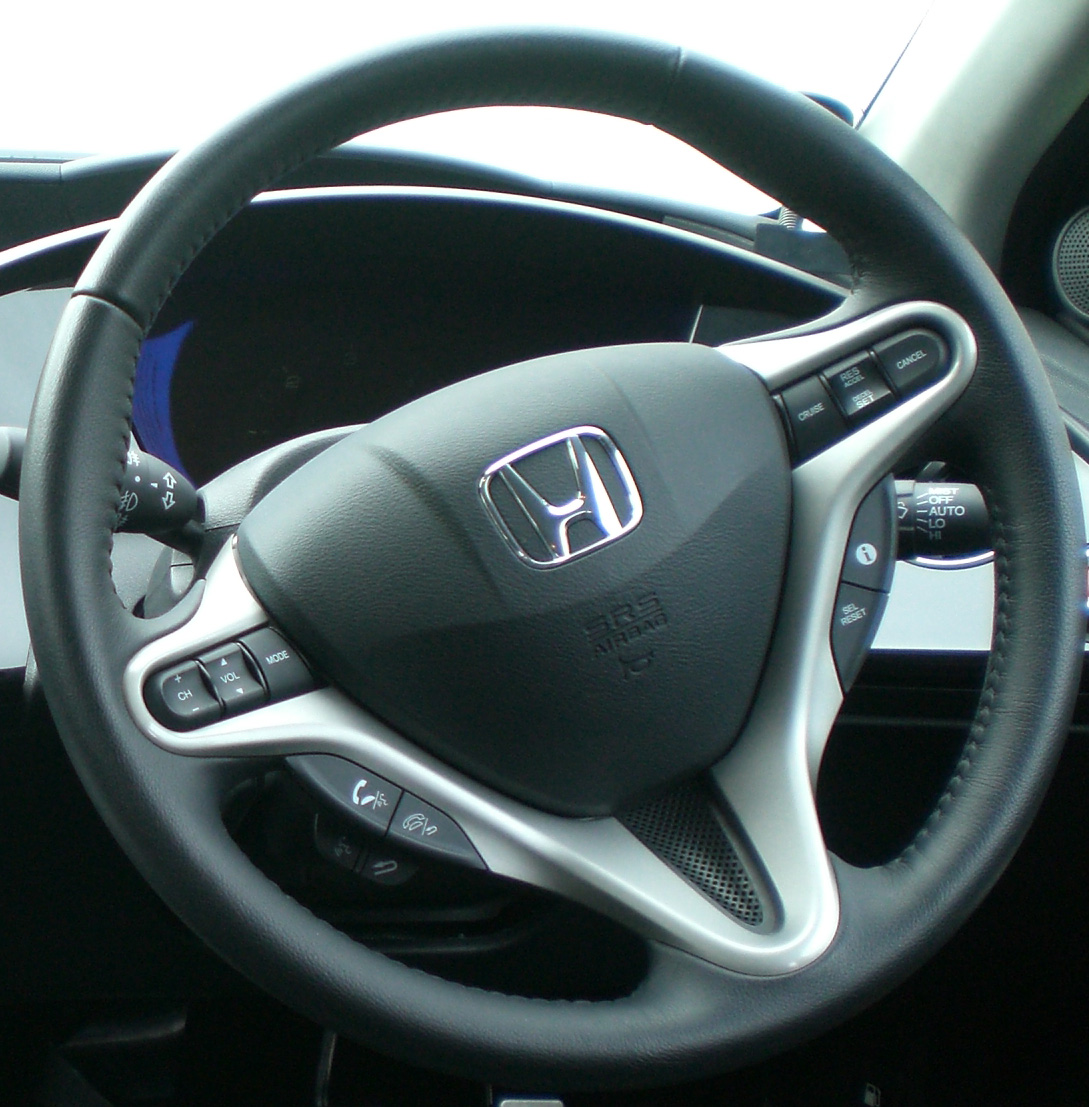
… und eines Honda Civic, 2010er Jahre
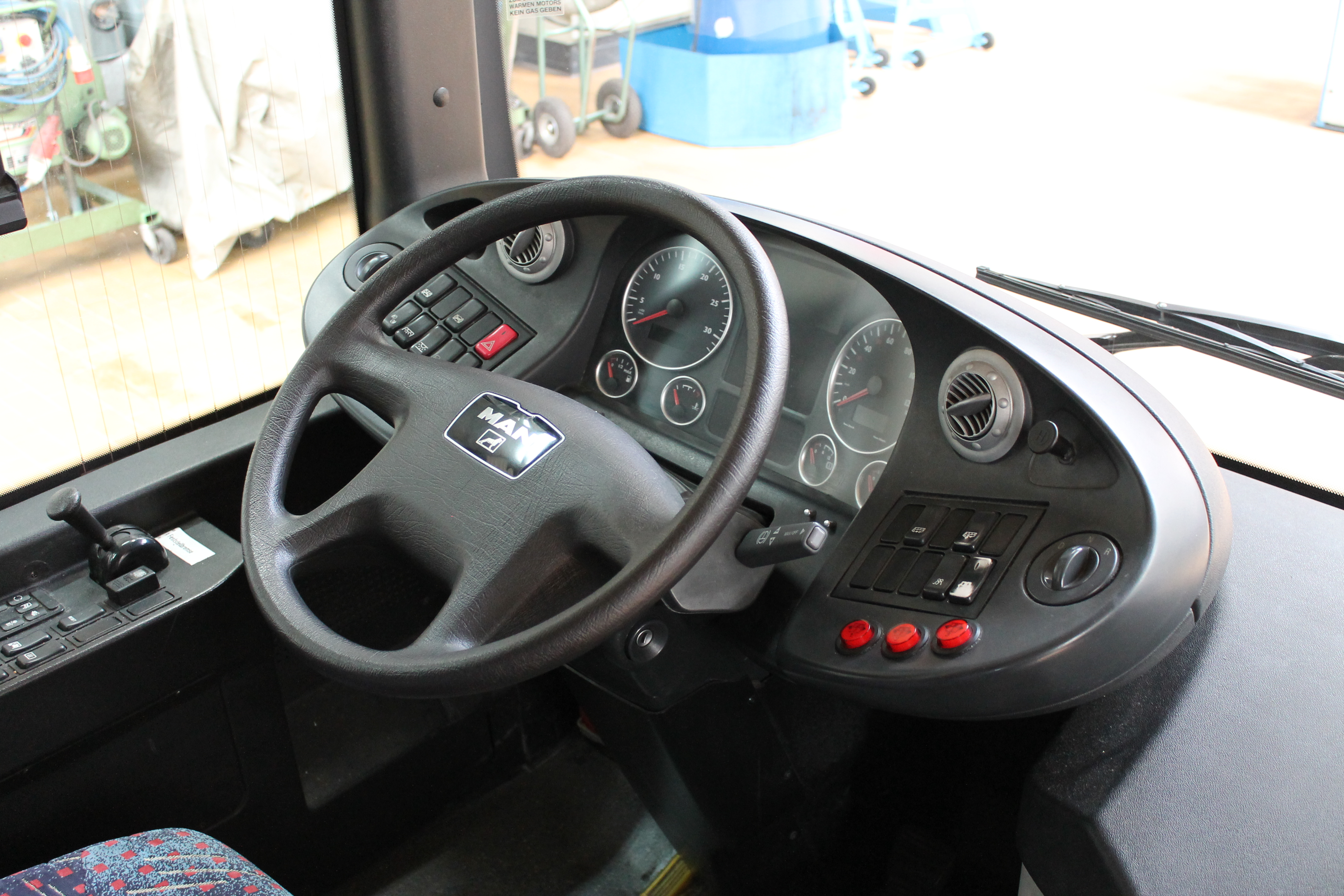
2012er Buslenkrad (MAN Lion’s City)
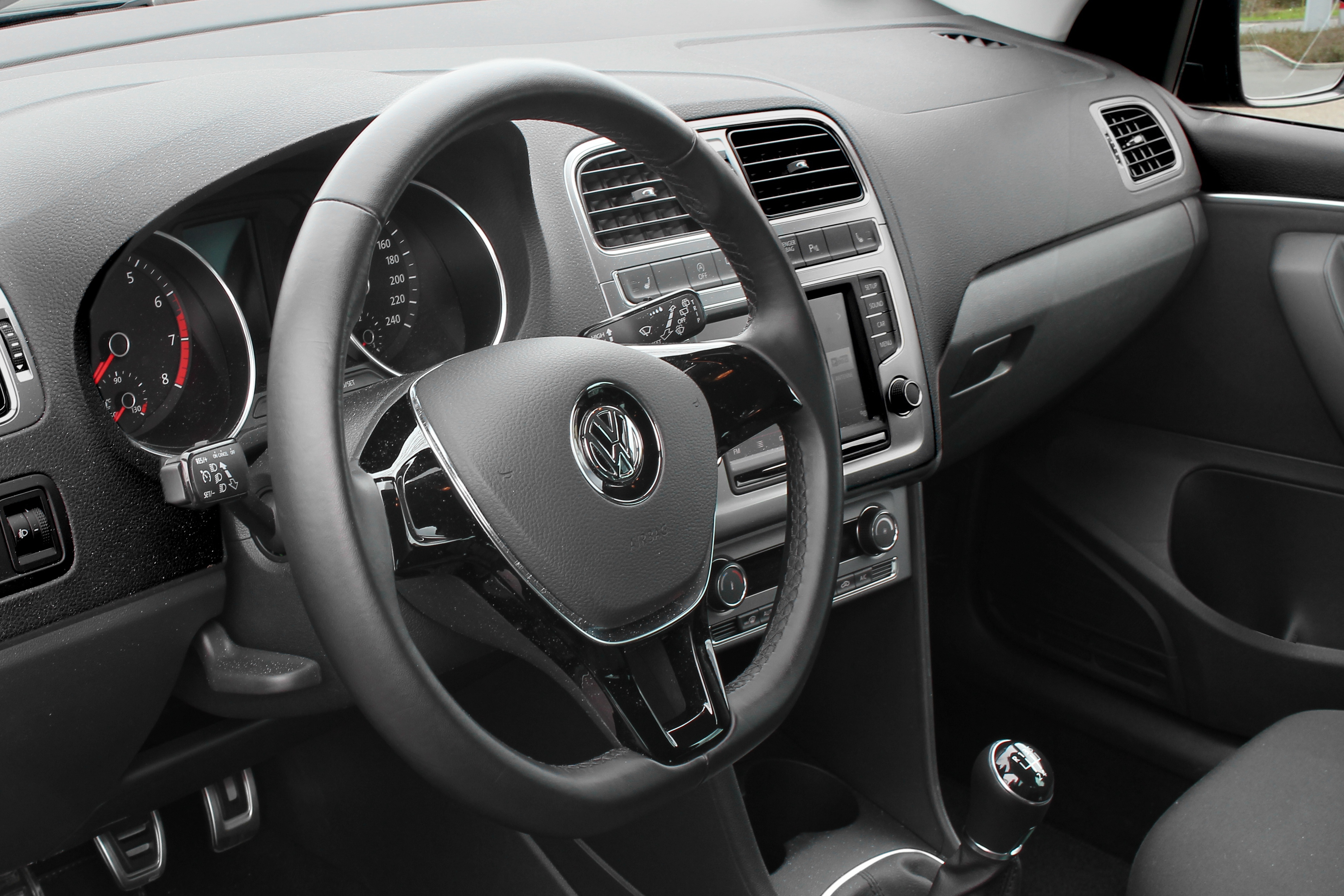
VW-Lenkrad, unten abgeflacht (Polo V, Baujahr 2016)

## Aufbau

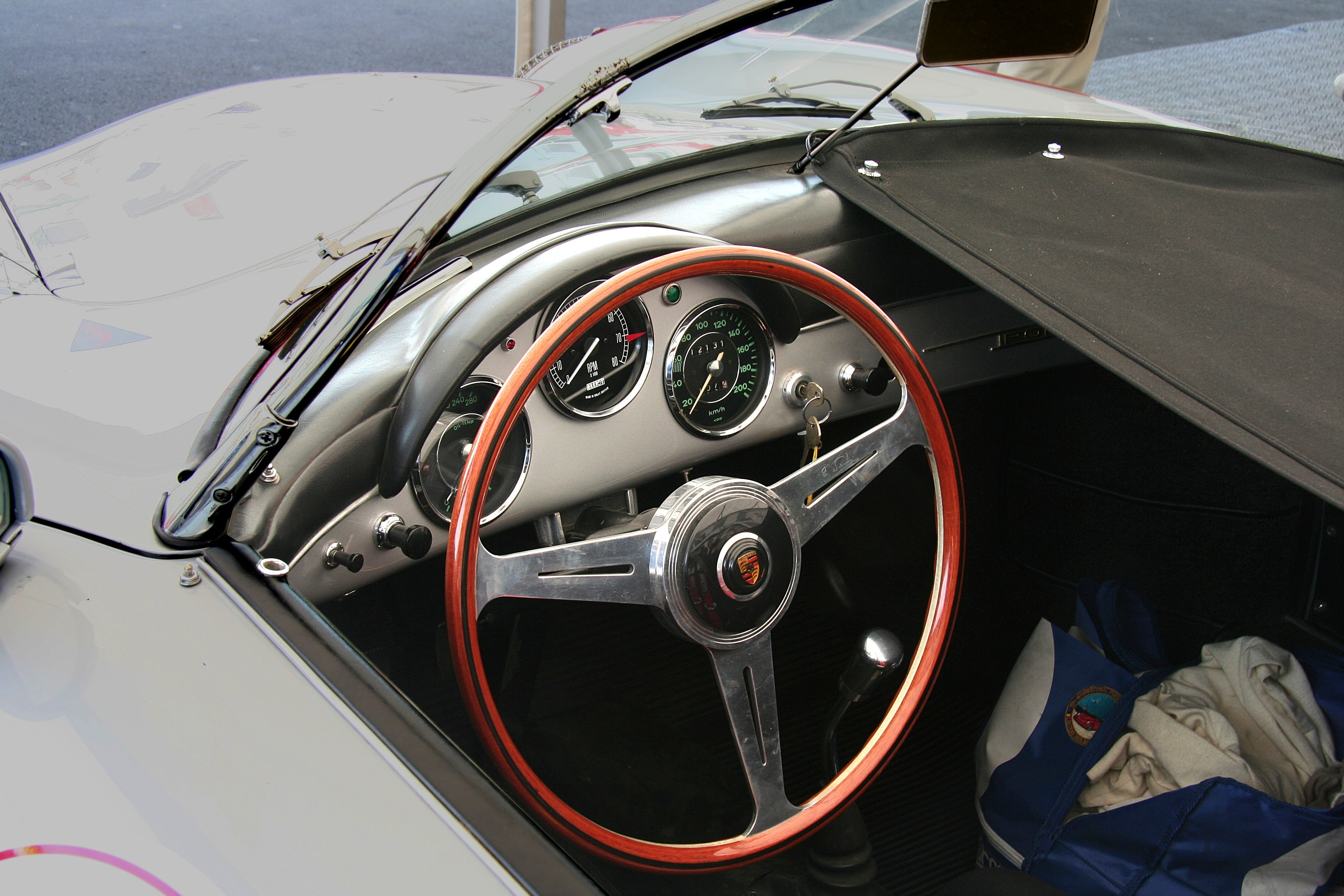
Nardi-Holzlenkrad in einem Porsche 356 Speedster

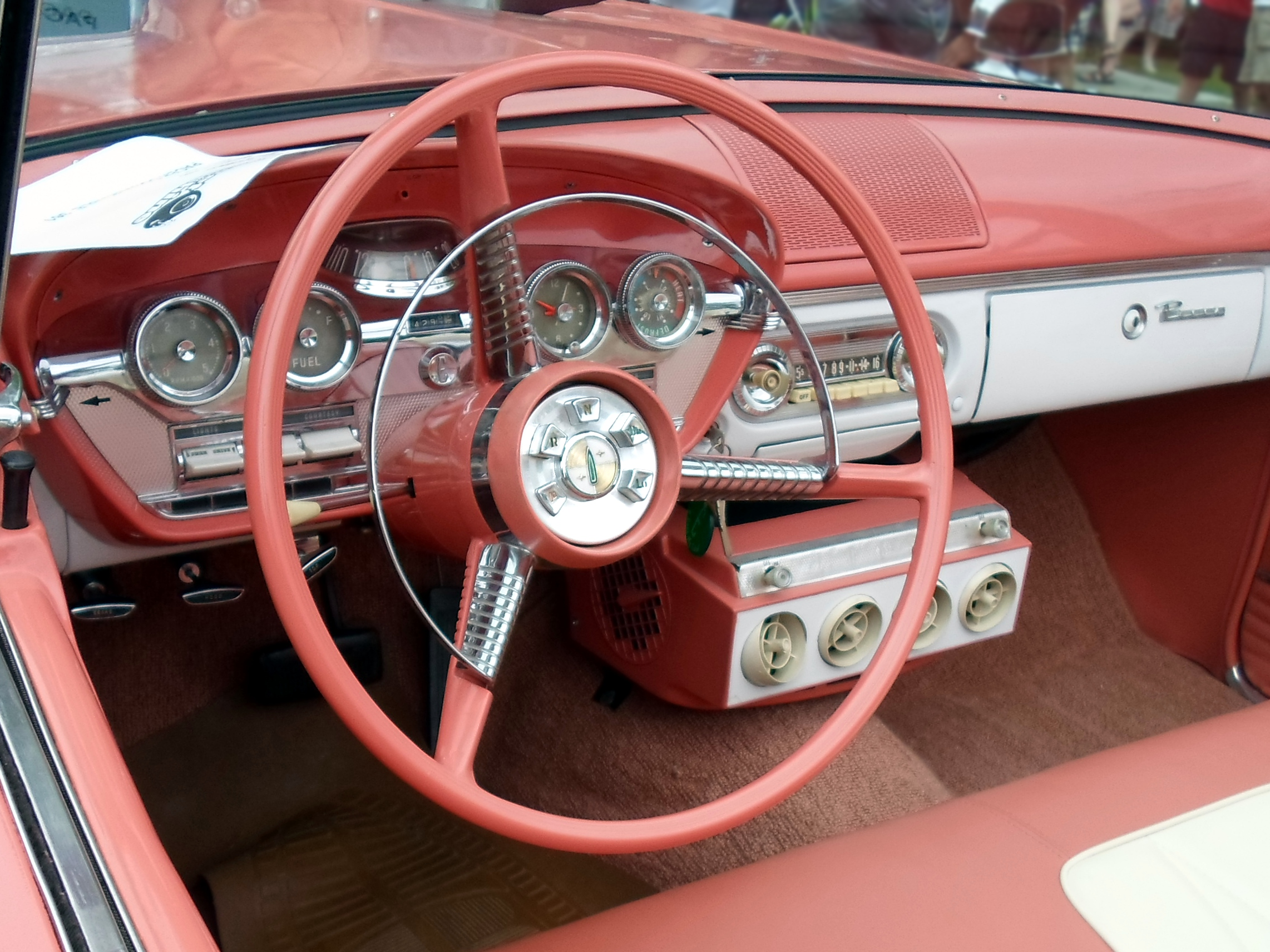
Frühes Multifunktionslenkrad in einem Edsel von 1958 mit Drucktasten in der Nabe für die Wahl der Fahrstufen

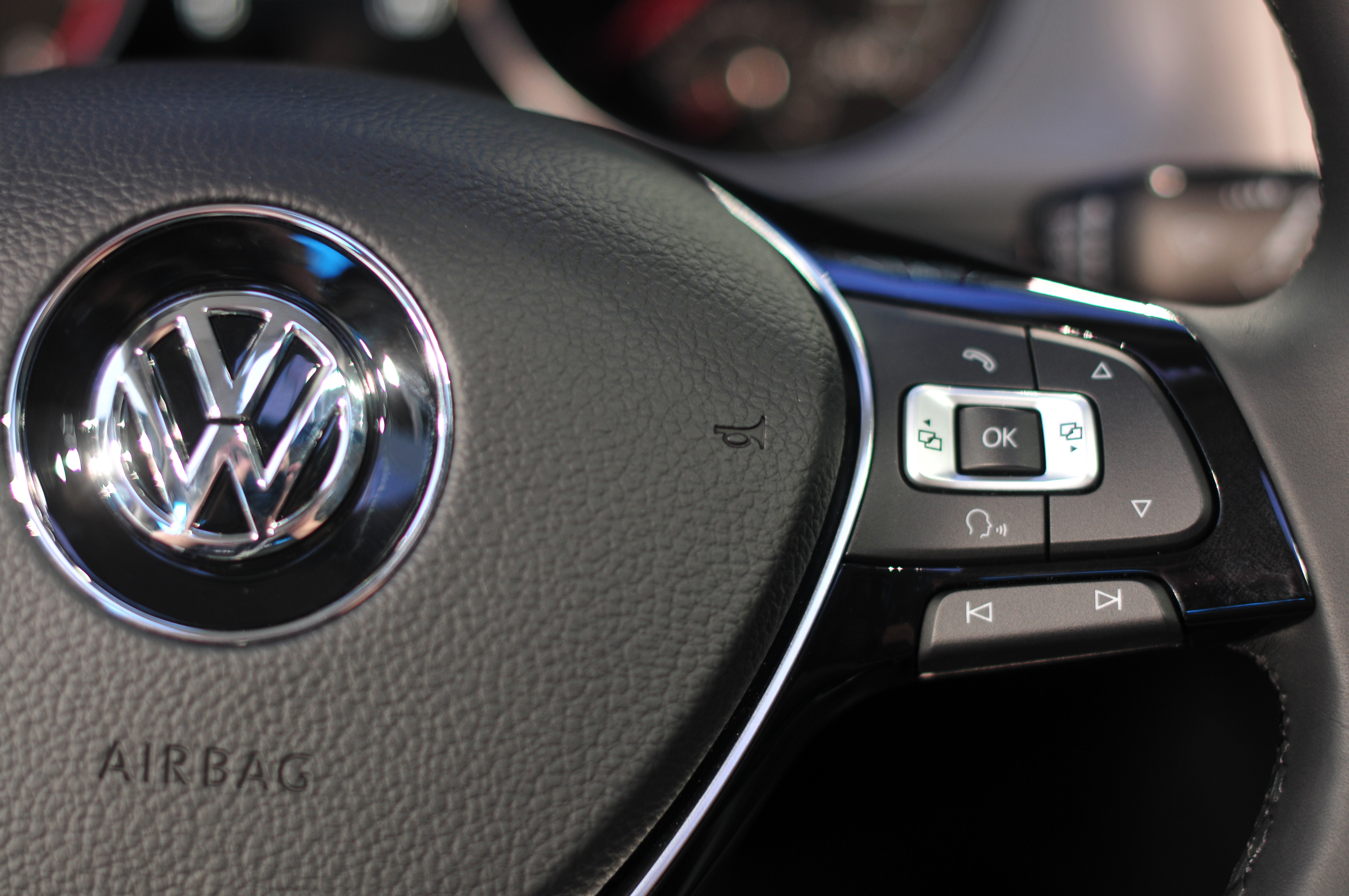
Bedienelemente am Lenkrad eines Golf VII

Das Lenkrad ist am oberen Ende einer Lenkradsäule befestigt, an der rechts und links mehrere Bedienungshebel oder Bedienungssatelliten angebracht sein können. Oft ziert das Emblem des Fahrzeugherstellers die Nabe beziehungsweise die Mitte des Lenkrads.
In der Anfangszeit hatten die Lenkräder allgemein einen Kranz, der aus Massivholz bestand und von Metallspeichen zusammengehalten wurde, vorwiegend waren es vier, mitunter auch fünf Speichen. Bald schon hatten die Lenkradkränze einen Metallkern, der zum Beispiel mit Bakelit ummantelt war. Griffmulden auf der Rück- oder Unterseite boten den Fingern mehr Halt. Holzlenkräder gab es weiterhin, aber ebenfalls mit Metallkern, auf den Massivholzstücke aufgenietet wurden. Später wurden zwei Halbschalen aus Edelholz in einem aufwendigen handwerklichen Verfahren auf den Metallkranz verklebt oder vernietet. Das Holz bestand aus gewickelten, schichtverleimten Furnieren, meist Mahagoni. Ein mehrschichtiger Klarlack veredelte und schützte die Oberfläche. Das Verfahren der Holzverarbeitung leistete hohe Stabilität, war leicht und splitterte im Gegensatz zu Massivholz weniger bei Unfällen. Diese Art Holzlenkräder, wie sie unter anderem Nardi fertigt, waren in den späten 1940er- bis in die 1970er-Jahre mitunter serienmäßig in Sportwagen eingebaut oder als Zubehör erhältlich. Im Laufe der Zeit wurde das Echtholz mehr und mehr durch Kunststoffe mit Holzmaserung ersetzt. Wegen der besseren Griffigkeit wurden mit Leder oder Kunstleder bezogene Lenkräder beliebt und gehörten bald zum Standard.
Die meisten heutigen Lenkräder ähneln einem Ring, der mit Speichen mit dem Mittelteil, dem sogenannten Pralltopf, verbunden ist. Darauf befindet sich oft die Betätigungsvorrichtung für die Hupe. Seit den 2000er-Jahren sind an den Lenkradspeichen häufig auch andere Bedienungselemente angebracht, z. B. für Tempomat, Autoradio oder Bordcomputer. Solche Lenkräder mit zusätzlichen Bedienelementen werden auch als Multifunktionslenkrad (MFL) bezeichnet. Ein Lenkrad dieser Art entwickelte unter anderem der Tuner Rainer Buchmann in den 1980er-Jahren.
Moderne Fahrzeuge sind meist mit einer Servolenkung ausgestattet, um die Lenkkräfte zu reduzieren. Die Lenkraddurchmesser sind daher im Lauf der Zeit geringer geworden. Bei Baumaschinen oder Traktoren mit sehr indirekten Lenkungen kann ein Kurbelknauf am Lenkradring angebracht sein, um einfacher rangieren zu können.
Neben ihrer Größe unterscheiden sich Lenkräder in Kraftfahrzeugen vor allem durch die Anzahl der Speichen. Eine Besonderheit war das Einspeichenlenkrad im Citroën DS und GS. Von der British Motor Corporation stammt die Idee eines oben und unten abgeflachten Lenkrads, die 1973 im Austin Allegro umgesetzt wurde. Unten abgeflachte Lenkräder gab es bereits früher unter anderem im DKW F 93 und im Lloyd Arabella.
Mit dem Aufkommen des Airbags Anfang der 1990er Jahre sind Zweispeichenlenkräder praktisch verschwunden. Anfangs ließ die Verwendung eines Airbags kaum gestalterische Freiheit, so waren die Lenkräder sehr bauchig und hatten nur ein eingeprägtes Herstellerlogo. Inzwischen ist aber das Lenkrad wieder zu einem Designobjekt geworden und in vielen Fällen außerdem mit Bedienelementen beispielsweise für das Radio versehen.

## Gefahrenpotentiale und deren Minderung
Lenkräder bergen bei Unfällen ein erhebliches Verletzungsrisiko für den Fahrer. Durch verschiedene technische Einrichtungen wurde im Laufe der Automobilgeschichte versucht, dieses Risiko zu vermindern. Ein Beispiel dafür war Procon-ten, eine Entwicklung des Autoherstellers Audi, die durch ein um den Motorblock gelegtes Stahlseil bei einem Frontalaufprall das Lenkrad in Richtung Armaturenbrett zog.
Eine der ersten Maßnahmen, die Lenkräder zu „entschärfen“, war die versenkte beziehungsweise gegenüber dem Lenkradkranz zurückversetzte Nabe, gefolgt von der Prallplatte (auch Prallfläche genannt). Das erste Fahrzeug mit großflächiger Prallplatte im Lenkrad war der Mercedes-Benz W 111 („Heckflosse“) von 1959. Aktuelle Lenkräder hingegen sind meist mit einem weichen Material geschäumt und zusätzlich mit Leder bezogen, im Gegensatz zu dem vor wenigen Jahren noch verwendeten Hartkunststoff. Hartkunststoff führte wie Holz bei Unfällen oft zu Verletzungen. Er war außerdem wenig griffig, weshalb früher oft Fahrerhandschuhe ganz aus Leder oder mit Innenflächen aus Leder getragen wurden. Auch Lenkradüberzuge wurden angebracht, um die Griffigkeit zu verbessern.
Ein wichtiger Bestandteil ist der Airbag, der heute fast überall serienmäßig im Lenkradtopf untergebracht ist. Durch eine Sensorik wird ein Aufprall des Fahrzeuges erkannt und dann in Sekundenbruchteilen ein Luftsack aufgeblasen, der den Fahrer auffangen und so vor Verletzungen bewahren soll.

## Sonstiges
Die Bedienung des Lenkrades ist ausschlaggebend für das sichere Führen eines Fahrzeugs. Wenn die Hände das Lenkrad fassen, sollten die Arme leicht angewinkelt sein. Die Hände sollten das Lenkrad mittig anfassen (Position etwa „viertel vor drei“). Gelenkt wird mit Übergreifen der Hände, sodass jederzeit eine Hand das Lenkrad hält. Auch bei Kurvenfahrt sollten sich die Hände in der genannten Position befinden. So wird eine optimale Kontrolle über das Fahrzeug – auch bei unerwarteten Ausweichmanövern – erreicht. Das Lenken mit einer Hand oder mit dem Finger zwischen den Speichen ist unfallträchtig.
In der Schifffahrt, auf Luftschiffen und Flugbooten wird das Lenkrad Steuerrad oder Ruder genannt. Manche Motoryachten, manche Flugboote (vor allem historische) sowie Luftschiffe haben Lenkräder, die denen von Automobilen ähneln. In der Luftfahrt wird anstelle eines Lenkrads ein Steuerhorn, Sidestick oder Steuerknüppel verwendet.

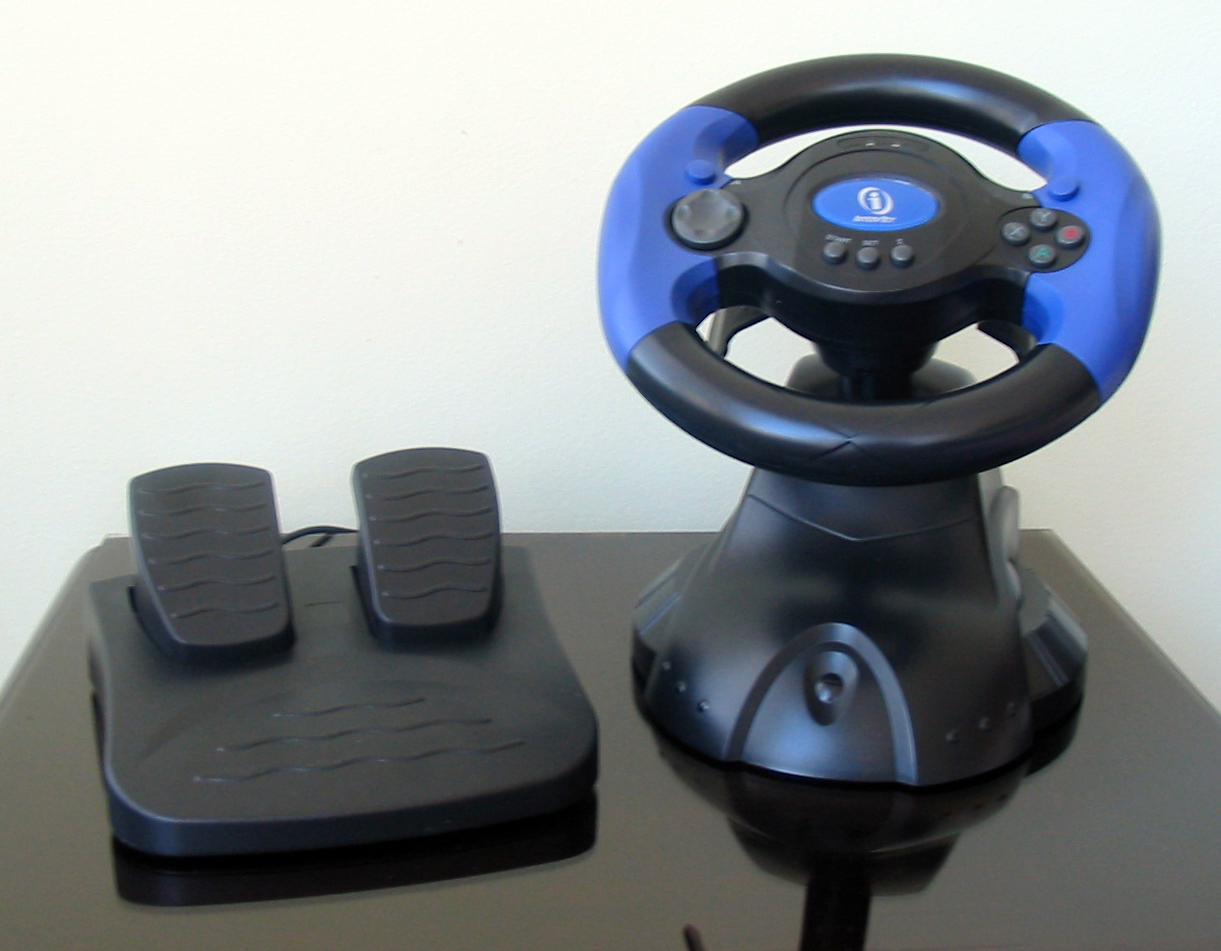
Lenkrad und Pedale für Computerspiele

Lenkräder gibt es auch als Eingabegerät für Computer, teilweise mit Force-Feedback.

Formel-1-Lenkrad eines Ferrari 150º Italia mit über 100 Funktionen

In der Formel-1-Saison 2011 hatte das Lenkrad eines Ferrari 150º Italia über 100 Funktionen.